# Sinkanszen

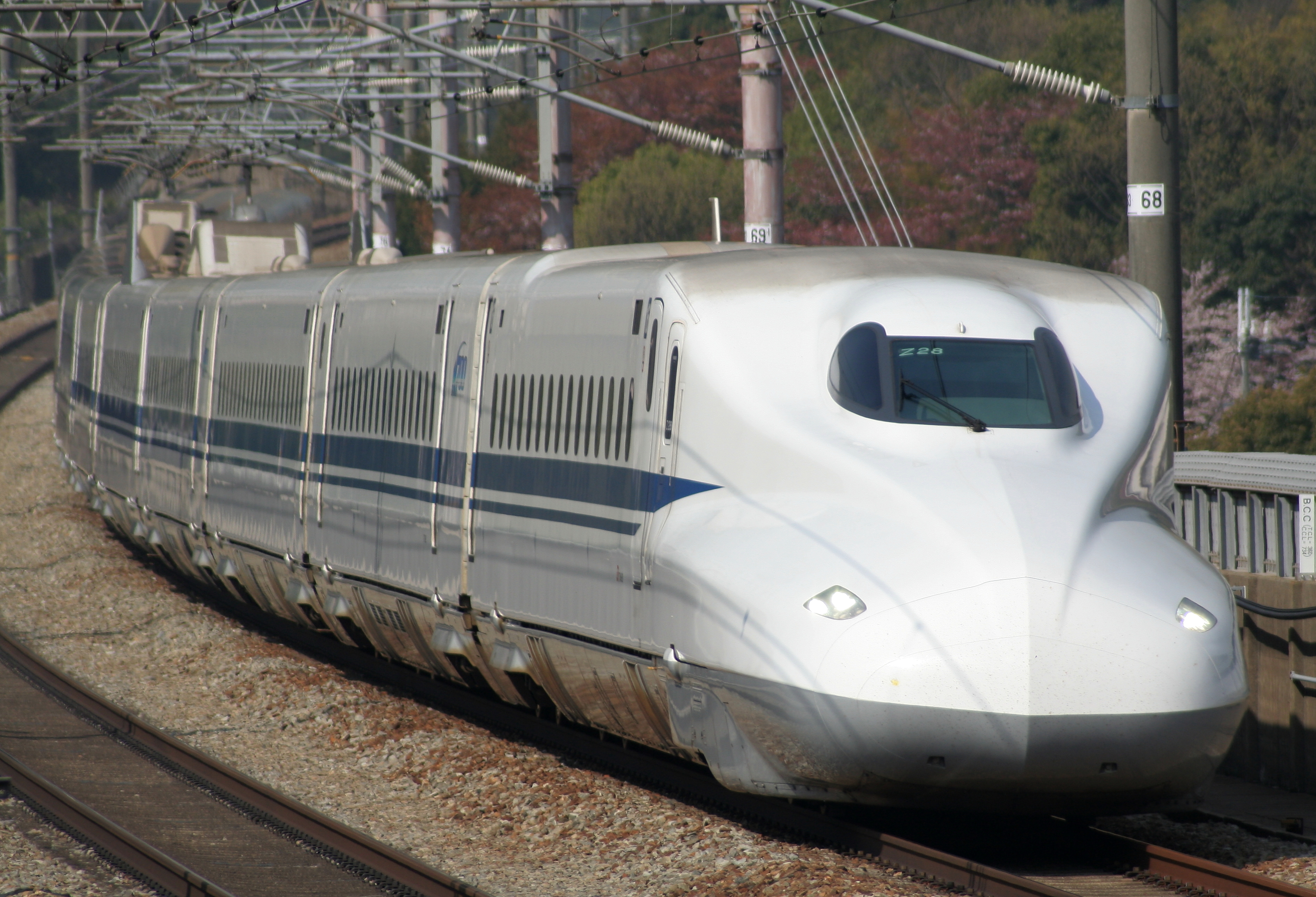
Sinkanszen N700-as sorozat

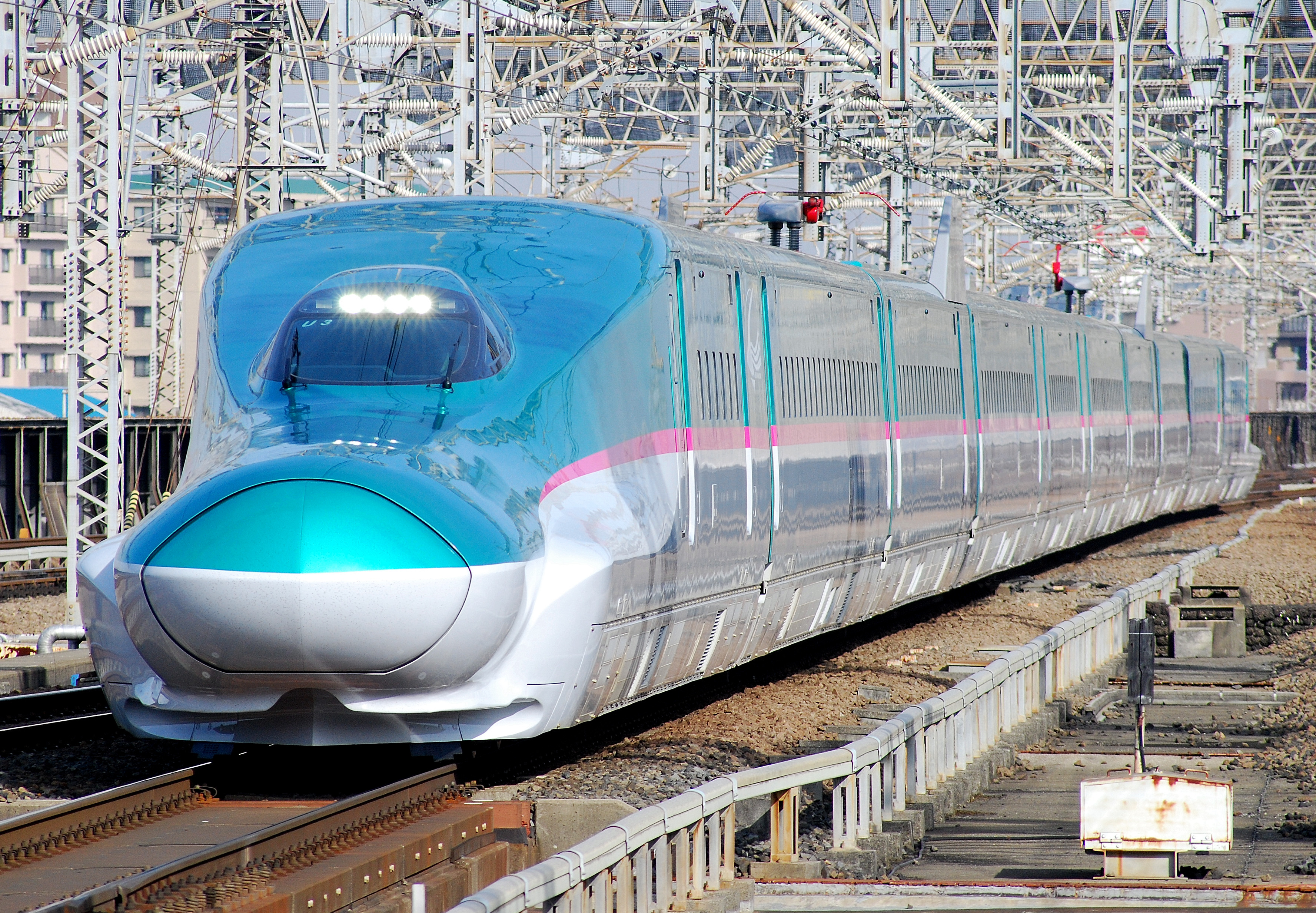
Sinkanszen E5-ös sorozat

A Sinkanszen (新幹線; Hepburn: Shinkansen, ’új fővonal’) egy nagysebességű vasúthálózat Japánban, amelyet a Japan Railways, az ország fő vasúttársasága üzemeltet. Kezdetben azért épült, hogy összekösse a távoli japán régiókat a fővárossal, Tokióval, és így segítse a gazdasági növekedést és fejlődést. A távolsági utazásokon túl a legnagyobb nagyvárosi területek körüli szakaszok egy részét ingázó vasúti hálózatként használják. Tulajdonosa a Japán Vasútépítési, Közlekedési és Technológiai Ügynökség, üzemeltetője pedig a Japan Railways Group öt vállalata.
Mióta 1964-ben megnyitották az első vonalat, a „Tókaidó Sinkanszent” (Tokió és Oszaka között; 515,4 km), a hálózat jelenleg csaknem 3000 km 260–320 km/h maximális sebességű vonalból, 283,5 km 130 km/h maximális sebességű mini-sinkanszen vonalból és 10,3 km sinkanszen-járatokkal ellátott mellékvonalakból áll. A hálózat jelenleg Honsú és Kjúsú szigetek legtöbb nagyvárosát, valamint Hakodate-t Hokkaidó északi szigetén köti össze, a Szapporóig tartó meghosszabbítás pedig építés alatt áll, és a tervek szerint 2038-ban készül el. A maximális üzemi sebesség 320 km/h (a Tóhoku Sinkanszen 387,5 km hosszú szakaszán). 1996-ban a hagyományos vasútnál a tesztfutások elérték a 443 km/h sebességet, 2015 áprilisában pedig a 603 km/h világrekordot az SCMaglev vonatoknál.
A Tokiót, Nagoját és Oszakát, Japán három legnagyobb városát összekötő eredeti Tókaidó Sinkanszen a világ egyik legforgalmasabb nagysebességű vasútvonala. A 2017 márciusát megelőző egy évben 159 millió utast szállított, és a több mint öt évtizeddel ezelőtti megnyitása óta összesen több mint 6,4 milliárd utast szállított, csúcsidőben a vonalon óránként akár 16 vonat is közlekedik mindkét irányban, egyenként 16 kocsival (1323 férőhelyes ülőkapacitással és esetenként további állóhelyekkel), a vonatok közötti minimális követési idő három perc.
A japán Sinkanszen-hálózatnak volt a legnagyobb éves utasforgalma (2007-ben maximum 353 millió) a nagysebességű vasúthálózatok közül 2011-ig, amikor a kínai nagysebességű vasúthálózat évi 370 millió utassal megelőzte azt.

## Etimológia
A Sinkanszen (新幹線) japánul "új fővonalat" jelent, de ezt a szót használják a vonatok által használt vasútvonalak és maguk a vonatok leírására is. Angolul a vonatokat bullet train-ként is ismerik (magyarul golyóvonat). A golyóvonat (弾丸列車, dangan ressha) kifejezés 1939-ből származik, és ez volt a Sinkanszen projekt kezdeti neve a tervezés legkorábbi szakaszában. Továbbá a superexpress (超特急, chō-tokkyū) elnevezés, amelyet 1972-ig kizárólag a Tókaidó Sinkanszen Hikari vonataira használtak, ma az angol nyelvű közleményekben és feliratokban használatos.

## Története

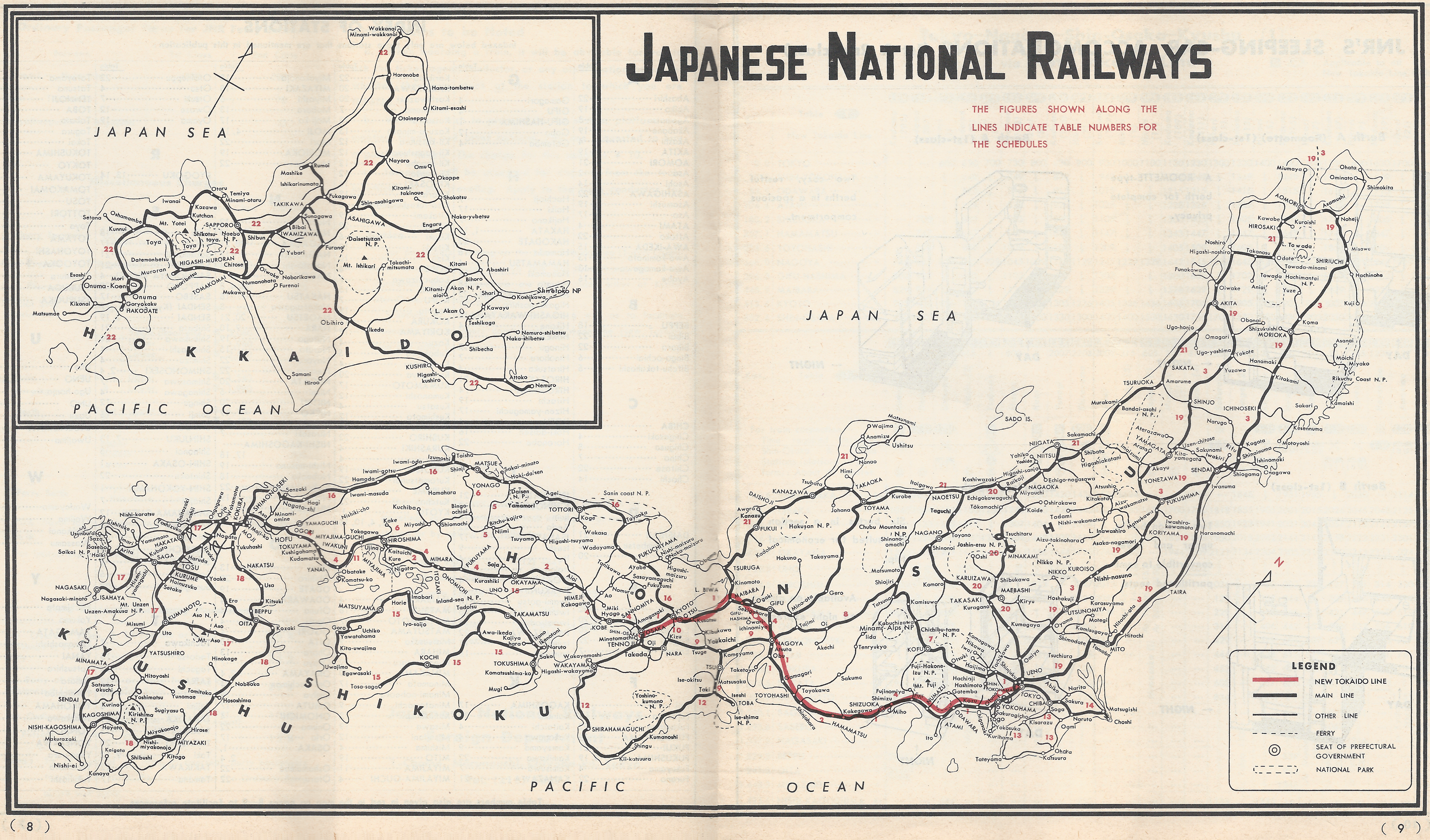
A JNR térképe az 1964. októberi angol nyelvű menetrendből, amelyen az akkor új Tókaidó Sinkanszen vonal (piros színnel) és a hagyományos vonalak láthatók

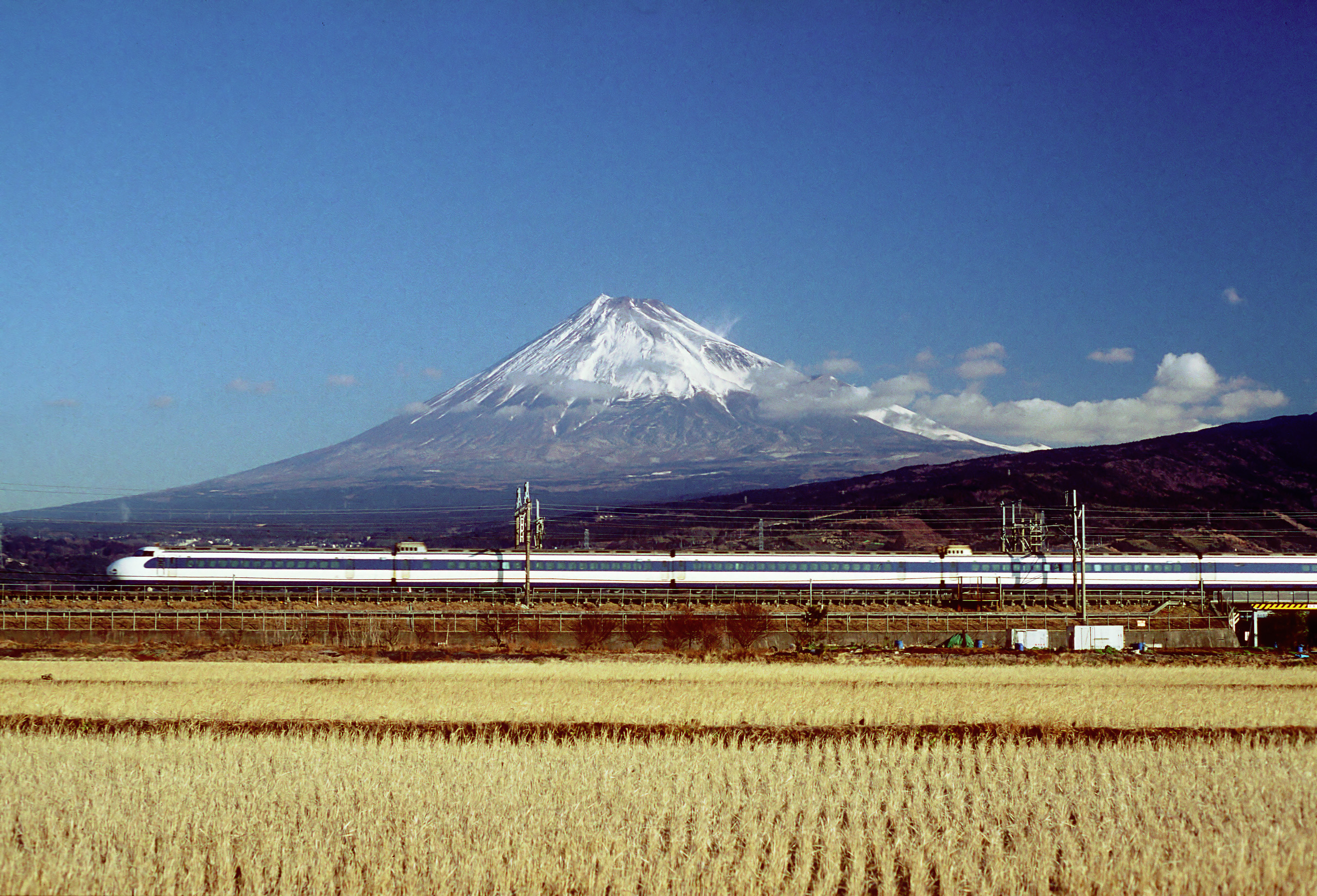
Egy Sinkanszen 0-s sorozat a Fudzsi előtt

Japán volt az első olyan ország, amely nagysebességű utazásra szánt vasútvonalakat épített. A hegyvidéki terep miatt a meglévő hálózat 1067 mm-es keskeny nyomtávú vonalakból állt, amelyek általában rögös útvonalakon haladtak, és a keskeny nyomtávú vasút műszaki korlátai miatt nem lehetett nagyobb sebességre átalakítani. Például, ha egy normál nyomtávú vasútvonal kanyarja 145 km/h maximális sebességű, ugyanennek a kanyarnak a keskeny nyomtávú vasútvonalon 130 km/h a megengedett maximális sebessége. Következésképpen Japánnak nagyobb szüksége volt új nagysebességű vonalakra, mint azoknak az országoknak, ahol a meglévő normál vagy széles nyomtávú vasúti rendszer nagyobb fejlesztési potenciállal rendelkezett.
Az első Sinkanszen megépítésében kulcsszerepet játszó személyek közé tartozik a főmérnök, Hideo Shima és Shinji Sogō, a Japán Nemzeti Vasutak (JNR) első elnöke, akinek sikerült meggyőznie a politikusokat, hogy támogassák a tervet. A műszaki fejlesztésért felelős további jelentős személyek Tadanao Miki, Tadashi Matsudaira és Hajime Kawanabe voltak, akik a JNR részét képező Vasúti Műszaki Kutatóintézetben (RTRI) dolgoztak. Ők voltak felelősek az első vonal, a Tókaidó Sinkanszen műszaki fejlesztésének nagy részéért. Mindhárman dolgoztak repülőgépek tervezésén a második világháború alatt.

### Korai javaslatok
A népszerű angol bullet train elnevezés a japán dangan ressa (弾丸列車) kifejezés szó szerinti fordítása; ezt a becenevet adták a projektnek, amikor az 1930-as években tárgyaltak róla. A név azért maradt fenn, mert az eredeti Sinkanszen 0-sorozat orra egy puskagolyóra hasonlított, és nagysebességű volt.
A Sinkanszen nevet hivatalosan először 1940-ben használták a Tokió és Simonoszeki között tervezett normál nyomtávú személy- és teherszállító vonalra, amely gőz- és villanymozdonyokat használt volna, és amelynek végsebessége 200 km/h lett volna. A következő három évben a Vasúti Minisztérium ambiciózusabb terveket dolgozott ki a vonal Pekingig (egy alagúton keresztül Koreáig) és még Szingapúrig történő meghosszabbítására, valamint a transzszibériai vasúttal és más ázsiai törzshálózati vonalakkal való összeköttetések kiépítésére. Ezeket a terveket 1943-ban elvetették, mivel Japán helyzete a második világháborúban egyre romlott. Néhány építkezés azonban mégis elkezdődött a vonalon; a mai Sinkanszen több alagútja is a háborús projektből származik.

### A Sinkanszen építése
A második világháború végét követően a nagysebességű vasút terve néhány évre feledésbe merült, miközben a japán ipar és gazdaság újjáépítésével párhuzamosan a hagyományos Tókaidó fővonalon folyamatosan nőtt a személy- és teherforgalom. Az 1950-es évek közepére a Tókaidó vonal teljes kapacitással működött, és a Vasúti Minisztérium úgy döntött, hogy újra előveszi a sinkanszen-terveket. 1957-ben az Odakyu Electric Railway bemutatta 3000-es sorozatú SE Romancecar vonatát, amely 145 km/h-s sebességgel világrekordot állított fel keskeny nyomtávú vonat esetében, amikor a JNR nagysebességű tesztek elvégzése céljából bérelt egy szerelvényt. Ez a vonat bizalmat adott a tervezőknek, hogy biztonságosan megépíthetnek egy még gyorsabb normál nyomtávú vonatot. Így az első sinkanszen, a 0-sorozat a Romancecar sikerére épült.
Az 1950-es években a japán nemzeti hozzáállás az volt, hogy az Egyesült Államokhoz hasonlóan a vasút hamarosan elavul, és helyébe a légi közlekedés és az autópályák lépnek. Shinji Sogō, a JNR elnöke azonban határozottan ragaszkodott a nagysebességű vasút lehetőségéhez, és a sinkanszen projekt megvalósításához.
A kormány 1958 decemberében hagyta jóvá, és 1959 áprilisában megkezdődött a Tókaidó Sinkanszen első, Tokió és Oszaka közötti szakaszának építése. A sinkanszen megépítésének költségeit először közel 200 milliárd jenre becsülték, amelyet kormányzati hitel, vasúti kötvények és a Világbank 80 millió dolláros alacsony kamatozású kölcsöne formájában vettek fel. A kezdeti számításokat azonban alulbecsülték, és a tényleges költség körülbelül 380 milliárd jen volt. Amikor 1963-ban világossá vált a költségvetési hiány, Sogo vállalta a felelősséget és lemondott.
1962-ben Odavarában megnyílt a Kamonomiya Model Section nevű gördülőállomány-tesztüzem.

### Kezdeti sikerek

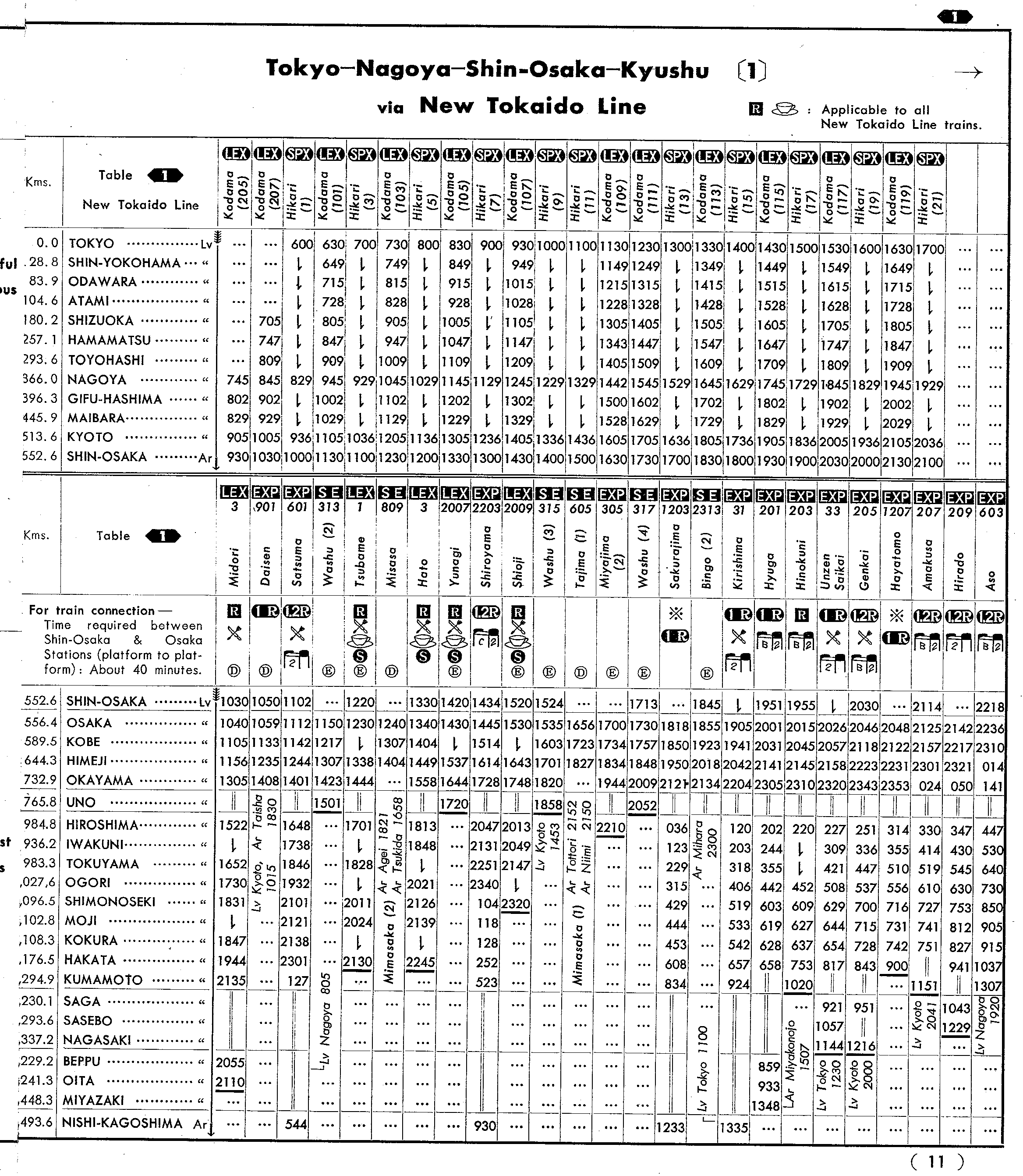
A JNR 1964. évi személyszállítási menetrendje. Az első táblázat a sinkanszen-járatokat mutatja az új Tokaido vonalon

A Tókaidó Sinkanszen 1964. október 1-jén, az első tokiói olimpiai játékok idején kezdte meg működését. A hagyományos Limited Express járat útja hat óra 40 percig tartott Tokióból Oszakába, de a Sinkanszen mindössze négy óra alatt tette meg az utat, ami 1965-re három óra tíz percre rövidült. Ez lehetővé tette az egynapos utazásokat Tokió és Oszaka, Japán két legnagyobb metropolisza között, jelentősen megváltoztatta a japán emberek üzleti szokásait és életmódját, és új közlekedési igényeket támasztott. A szolgáltatás azonnali sikert aratott, 1967. július 13-án, kevesebb mint három év alatt elérte a 100 millió utast, 1976-ban pedig az egymilliárd utast. Az 1970-es oszakai világkiállításra tizenhat kocsis vonatokat mutattak be. A Tókaidó Sinkanszen 1992-ben mindkét irányban óránként átlagosan 23 000 utassal a világ legforgalmasabb nagysebességű vasútvonala volt. 2014-re, a vonat 50 éves évfordulójára a napi utasforgalom 391 000-re emelkedett, ami a 18 órás üzemidőre elosztva óránként átlagosan 22 000 utast jelentett.
Az első Sinkanszen vonatok, a 0-s sorozat, 210 km/h sebességgel közlekedtek, később 220 km/h-ra növelték a sebességet. Az utolsó ilyen vonatokat, a klasszikus golyóorrú megjelenésükkel 2008. november 30-án vonták ki a forgalomból. A JR West az egyik 0-s sorozatú vonat vezérlőkocsiját 2001-ben a York-i Nemzeti Vasúti Múzeumnak adományozta az Egyesült Királyságban.

### Hálózatbővítés
A Tókaidó Sinkanszen gyors sikere miatt a hálózatot nyugat felé, Okajama, Hirosima és Fukuoka felé is kiterjesztették (a Szanjó Sinkanszen), amely 1975-ben készült el. Tanaka Kakuei miniszterelnök lelkes támogatója volt a Sinkanszennek, és kormánya kiterjedt hálózatot javasolt, amely párhuzamosan halad a legtöbb meglévő fővonallal. Két új vonal, a Tóhoku Sinkanszen és a Dzsóecu Sinkanszen épült e terv alapján. Sok más tervezett vonalat elhalasztottak vagy teljesen elvetettek, mivel a JNR az 1970-es évek végén eladósodott, főként a Sinkanszen-hálózat kiépítésének magas költségei miatt. Az 1980-as évek elejére a vállalat gyakorlatilag fizetésképtelenné vált, ami 1987-ben a privatizációjához vezetett.
A Sinkanszen fejlesztése a privatizált regionális JR társaságok által folytatódott, új vonattípusok kifejlesztésével, amelyek általában sajátos megjelenéssel rendelkeznek (mint például a JR West által bevezetett 500-as sorozat). 2014 óta a Tóhoku Sinkanszenen vonatok rendszeresen közlekednek akár 320 km/h sebességgel; csak a sanghaji mágnesvasút és a Kínai Vasút nagysebességű hálózatának vannak ennél gyorsabban közlekedő kereskedelmi járatai.
1970 óta folyik a Csúó Sinkanszen fejlesztése is, egy Tokióból Oszakába tervezett mágnesvasútvonalé. 2015. április 21-én egy hét kocsiból álló L0 sorozatú mágnesvasút világrekordot állított fel 603 km/h-s sebességgel. A vonalon várhatóan 500 km/órás sebességgel közlekednek majd a vonatok, a becsült menetidő Tokió és Oszaka között 67 perc. Az építkezés 2011-ben kezdődött, és az eredeti tervek szerint 2027-ben nyitották volna meg, de azóta legalább 2034-ig elhalasztották.

## Technológia
A nagysebességű közlekedés érdekében a Sinkanszen a hagyományos vasúthoz képest számos fejlett technológiát alkalmaz, amelyek nemcsak nagy sebességet, hanem magas szintű biztonságot és kényelmet is biztosítanak. Sikere hatással volt a világ más vasútvonalaira is, bizonyítva a nagysebességű vasút fontosságát és előnyeit.

### Nyomvonal
A Sinkanszen-vonalak soha nem keresztezik a lassabb, keskeny nyomtávú hagyományos vonalakat (kivéve a mini-Sinkanszeneket, amelyek ezeken a régebbi vonalakon közlekednek). Következésképpen a Sinkanszent nem befolyásolják a lassabb helyi- vagy tehervonatok (kivéve a Hokkaidó Sinkanszent a Szeikan-alagúton való áthaladás során), és képes sok nagysebességű vonatot pontosan közlekedtetni. Ezenkívül a Sinkanszen útvonalak (a mini-Sinkanszen kivételével) teljesen elkülönülnek a közutaktól és autópályáktól, ami azt jelenti, hogy a vasúti kereszteződések szinte teljesen megszűnnek. A pályák keresztezése szigorúan tilos, és a birtokháborítás büntetése szigorúan törvényileg szabályozott. Az útvonalak alagutakat és hidakat használnak az akadályok áthidalására, nem pedig megkerülik azokat, a minimális ívsugár 4000 m (2500 m a legrégebbi Tókaidó Sinkanszen esetében).

### Pálya

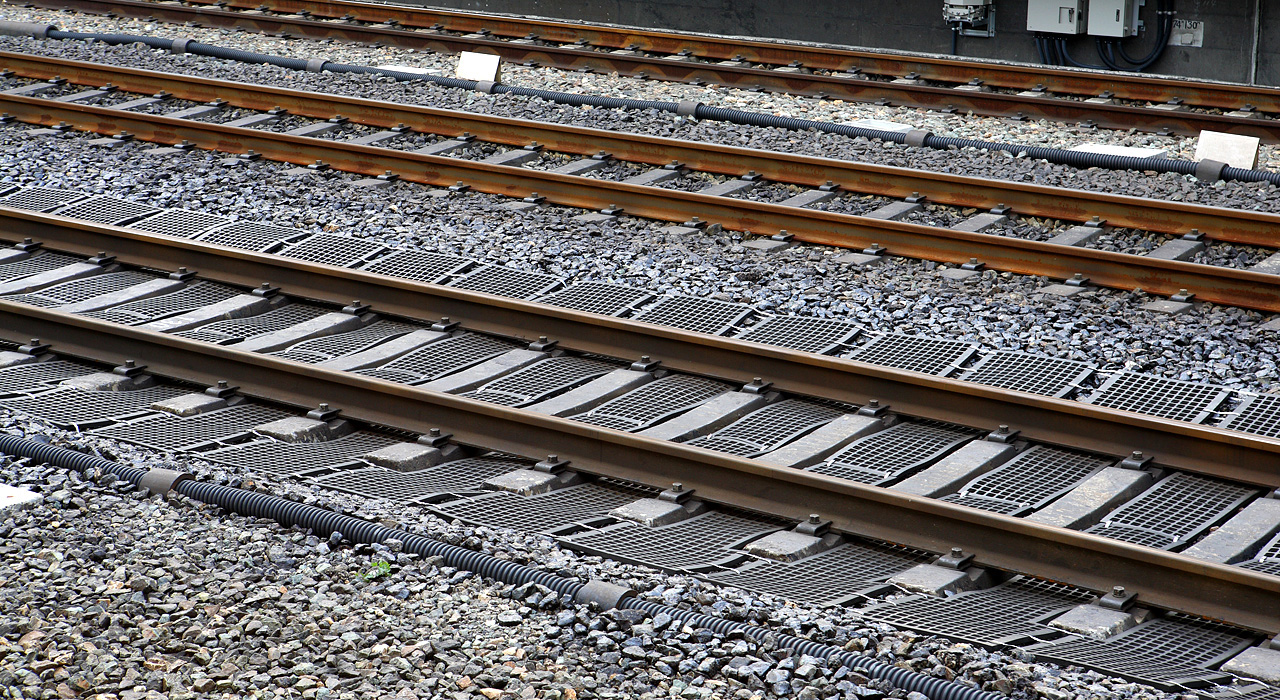
Normál nyomtávú Sinkanszen pálya, hegesztett sínekkel a rezgések csökkentése érdekében

A Sinkanszen 1435 mm-es normál nyomtávolságot használ, szemben a régebbi vonalak 1067 mm-es keskeny nyomtávjával. Folyamatos hegesztett sínt és lengőorrú kereszteződést alkalmaznak, kiküszöbölve a hézagokat a kitérőknél és a kereszteződéseknél. Hosszú síneket használnak, amelyeket tágulási hézagok kötnek össze, hogy minimálisra csökkentsék a hőtágulás és zsugorodás miatti nyomtáv-ingadozást.
A hagyományos zúzottköves és a betonlemezes vasúti pálya kombinációját használják, a betonlemezest kizárólag betonágyazatú szakaszokon, például viaduktokon és alagutakban. A betonlemezes jelentősen költséghatékonyabb az alagútszakaszokon, mivel az alacsonyabb pályamagasság csökkenti az alagút keresztmetszeti területét, ami akár 30%-kal csökkenti az építési költségeket. A Sinkanszen alagutak kisebb átmérője azonban néhány más nagysebességű vonalhoz képest azt eredményezte, hogy az alagútbumm problémája aggodalomra ad okot az alagútportálok közelében élő lakosok számára.
A betonlemezes vasúti pálya sínekből, kötőelemekből és cement-aszfalthabarccsal ellátott pályalemezekből áll. Az útalapon és az alagutakban 5 méterenként 400–520 mm átmérőjű és 200 mm magas kör alakú felállványok találhatók. Az előre gyártott felállások vasbetonból vagy előfeszített vasbetonból készülnek; megakadályozzák a pályalemez szélességi vagy hosszirányú elmozdulását. Egy pályalemez súlya körülbelül 5 tonna, szélessége 2220–2340 mm, hossza 4900–4950 mm, vastagsága 160–200 mm.

### Jelzőrendszer

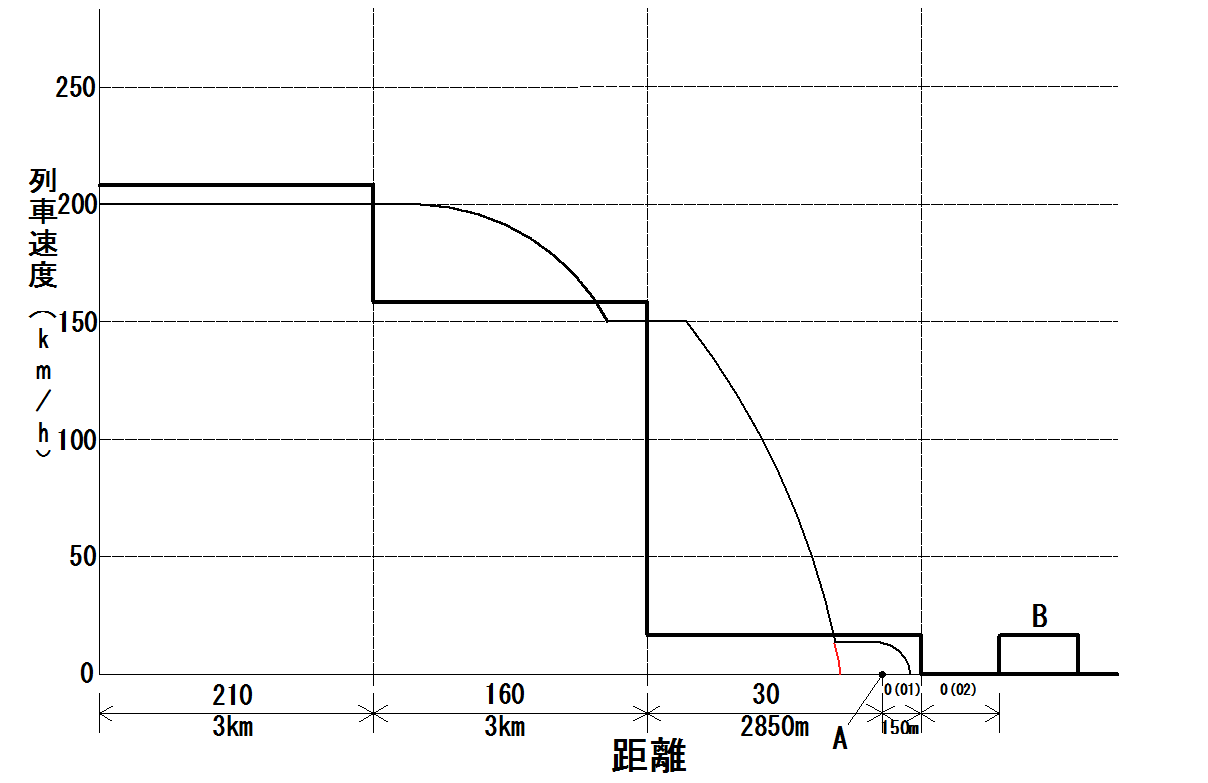
A Tokaidó Sinkanszen-en használt eredeti ATC-1 fékezési görbéje (a függőleges tengely a vonat sebességét, míg a vízszintes tengely a távolságot jelöli)

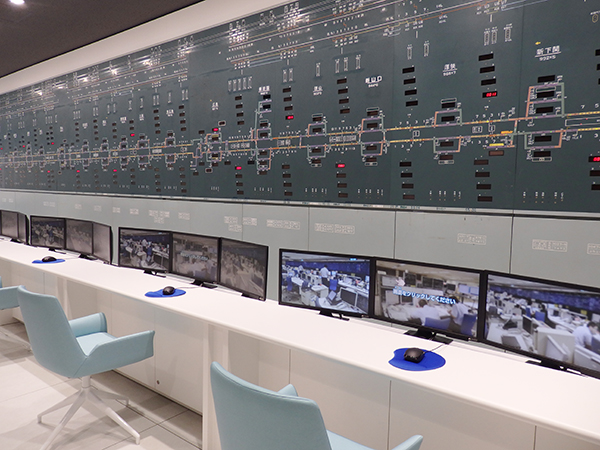
A kiotói vasúti múzeumban látható Sinkanszen CTC másolata

A Sinkanszen ATC (Automatic Train Control) rendszert alkalmaz, amely kiküszöböli a pálya melletti jelzők szükségességét. Átfogó automatikus vonatvédelmi rendszert használ. A központi forgalomirányítás irányítja az összes vonatüzemet, és a vonatok mozgásával, a pályával, az állomásokkal és a menetrenddel kapcsolatos összes feladatot hálózatba kötötték és számítógépesítették.

### Elektromos rendszerek
A Sinkanszen 25 kV váltakozó feszültségű felsővezetékes áramellátást használ (20 kV váltakozó feszültségűta Mini-sinkanszen vonalakon), hogy leküzdje a meglévő villamosított keskeny nyomtávú rendszerben használt 1500 V-os egyenáram korlátait. Az elektromos berendezéseket a vonat teljes hosszán osztják el, hogy csökkentsék a tengelyterhelést az egyes motorkocsik alatt. A Tókaidó Sinkanszen áramellátásának váltakozó áramú frekvenciája 60 Hz.

### Vonatok

Japán vasútvonalainak űrszelvénye. Zöld: Sinkanszen űrszelvény
Szürke: Hagyományos űrszelvény
Kék: Vidéki rakodószelvény.
A zárójelben lévő számok korábbi határértékek.

A sinkanszen vonatok elektromos motorvonatok, amelyek gyors gyorsulást és lassulást biztosítanak, és a mozdonyokhoz vagy a motorkocsikhoz képest könnyebb járművek használata miatt kevésbé károsítják a pályát. A kocsik légmentesen le vannak zárva, hogy nagy sebességgel az alagutakba való behaladáskor stabil légnyomást biztosítsanak.
A Sinkanszen vonatok (a mini-sinkanszen kivételével) a hagyományos japán járművekhez képest nagyobb nyomtávval épülnek. Ez a nagyobb nyomtáv szélesebb kocsikat tesz lehetővé, így a Standard osztályú kocsikban 5 üléses (2+3) ülőhelyeket alakítanak ki, szemben a máshol szokásos 4 üléses (2+2) ülőhelyekkel. Alkalmanként ezt a szélesebb nyomtávot használták arra is, hogy bizonyos vonatokon, például az E1 és E4 sorozatú szerelvényeken 6 üléses (3+3) üléseket alkalmazzanak. Ez, a mozdonyok és vonófejek hiányával kombinálva, nagyobb utaskapacitást tesz lehetővé rövidebb vonathossz mellett. Mivel azonban a mini-sinkanszen vonalak gyakorlatilag hagyományos űrszelvényű, de nyomtávnövelt vonalak, a mini-sinkanszen vonalakon továbbra is az 1067 mm-es vonalak hagyományos űrszelvénye az érvényes.

### Vontatás
A Sinkanszen a kezdetektől fogva villamos motorvonatokat használt, a 0-s sorozatú Sinkanszen minden tengelye hajtott. Más vasúti gyártók hagyományosan vonakodtak vagy nem tudtak osztott hajtású vontatási konfigurációkat használni (a Talgo, a német ICE 2 és a francia (és később a dél-koreai) TGV (és a KTX-I és KTX-Sancheon) a RENFE 102-es sorozatánál a hajtófej (vonófej) és kocsik konfigurációt használja, és a Talgo AVRIL esetében is ezt folytatja, mivel a Talgo forgóváz-konstrukciójának részeként nem lehet hajtott forgóvázakat használni, amely egy módosított Jacobs forgóvázat használ, amely két tengely helyett egy tengellyel rendelkezik, és lehetővé teszi, hogy a kerekek egymástól függetlenül forogjanak, az ICE 2, a TGV és a KTX esetében azért, mert ez könnyen lehetővé teszi a magas menetminőséget és a kevesebb elektromos berendezést). Japánban jelentős mérnöki kívánalom van a villamos motorvonat-konfigurációra. A motoros tengelyek nagyobb aránya nagyobb gyorsulást tesz lehetővé, így a Sinkanszen nem veszít annyi időt, ha gyakran megáll. A Sinkanszen vonalakon sűrűbben található megállóhely, mint a nagysebességű vonalakon máshol a világon.

## Vonalak

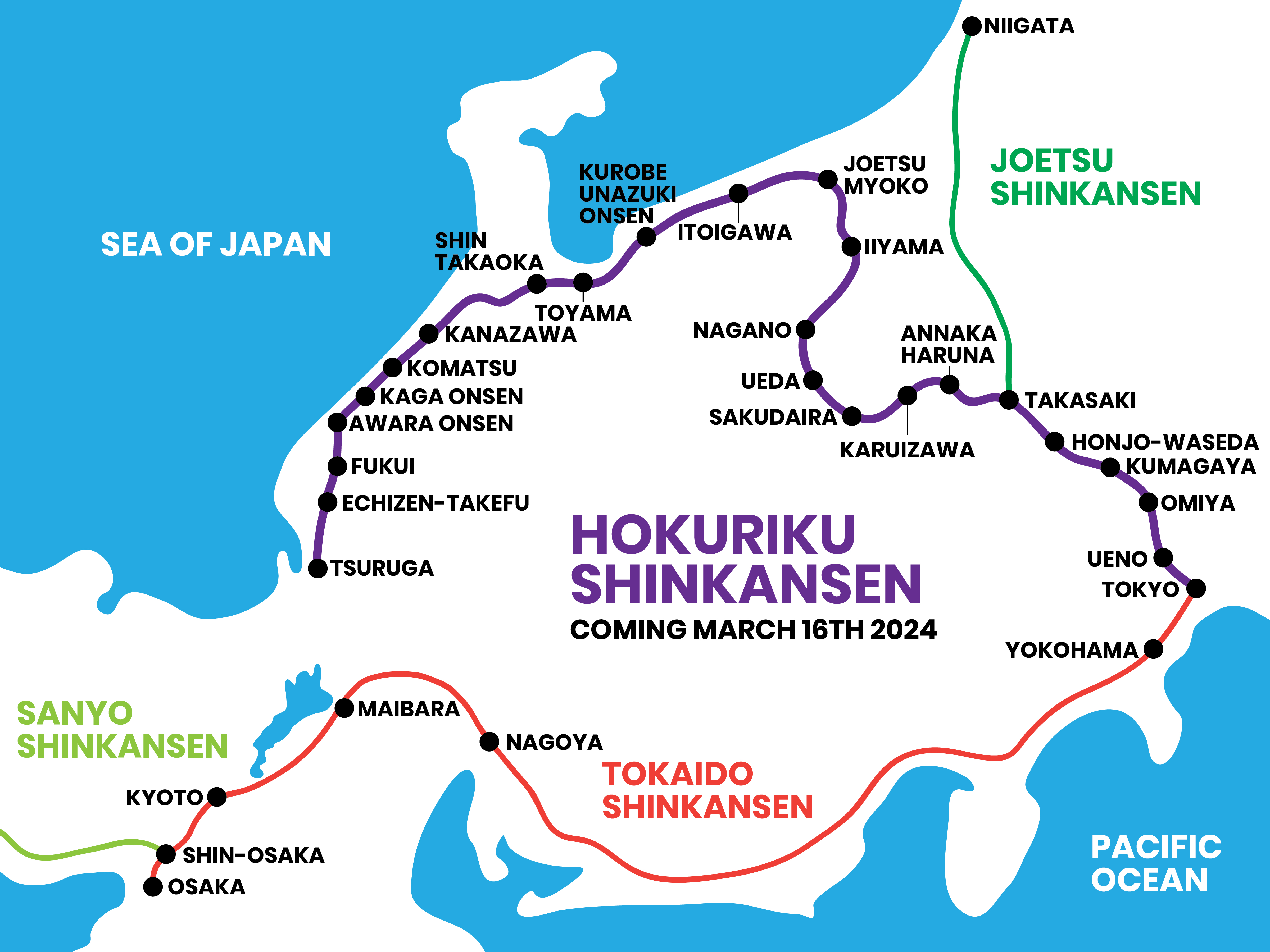
A Csúbu és Kantó régió Sinkanszen-járatainak térképe 2024 márciusában

A főbb Sinkanszen-vonalak a következők:
| Vonal                  | Indulás     | Végállomás          | Nyitó szakasz   | Sebesség           | Hossza            | Üzemeltető      | Megnyitás | Utasok száma (2023) | Utaskilométerek (2023) |
| ---------------------- | ----------- | ------------------- | --------------- | ------------------ | ----------------- | --------------- | --------- | ------------------- | ---------------------- |
| Tókaidó Sinkanszen     | Tokió       | Sin-Oszaka          |                 | 285 km/h (177 mph) | 515,4 km (320 mi) | JR Central      | 1964      | 160 705 000         | 52 935 160 000         |
| Szanjó Sinkanszen      | Sin-Oszaka  | Fukuoka             |                 | 300 km/h (186 mph) | 553,7 km (344 mi) | JR West         | 1972–1975 | 70 301 000          | 18 722 736 000         |
| Tóhoku Sinkanszen      | Tokió       | Sin-Aomori          |                 | 320 km/h (199 mph) | 674,9 km (419 mi) | JR East         | 1982–2010 | 81 547 000          | 14 407 462 000         |
| Dzsóecu Sinkanszen     | Ómija       | Niigata             | Tokió - Niigata | 275 km/h (171 mph) | 269,5 km (167 mi) | JR East         | 1982      | 39 776 000          | 4 577 061 000          |
| Hokuriku Sinkanszen    | Takaszaki   | Tsuruga             | Tokió - Tsuruga | 260 km/h (162 mph) | 470,6 km (292 mi) | JR East JR West | 1997–2024 | 30 308 000          | 3 610 142 000          |
| Kjúsú Sinkanszen       | Hakata      | Kagosima-Csúó       |                 | 260 km/h (162 mph) | 256,8 km (160 mi) | JR Kyushu       | 2004–2011 | 16 089 000          | 1 952 403 000          |
| Nishi Kjúsú Sinkanszen | Takeo-Onsen | Nagaszaki           |                 | 260 km/h (162 mph) | 66,0 km (41 mi)   | JR Kyushu       | 2022      | 16 089 000          | 1 952 403 000          |
| Hokkaidó Sinkanszen    | Sin-Aomori  | Sin-Hakodate-Hokuto |                 | 260 km/h (162 mph) | 148,8 km (92 mi)  | JR Hokkaido     | 2016      | 1 401 000           | 239 125 000            |

A gyakorlatban a Tókaidó, a Szanjó és a Kjúsú vonalak Tokiótól nyugatra/délre egybefüggő vonalat alkotnak, mivel a vonatjáratok a Tókaidó és a Szanjó vonalak, valamint a Szanjó és a Kjúsú vonalak között közlekednek, bár a vonalakat különböző társaságok üzemeltetik.
A Tókaidó Sinkanszen vágányai fizikailag nincsenek összekötve a Tóhoku Sinkanszen vonalaival a tokiói állomáson, mivel eltérő villamosítási szabványokat, jelzőrendszereket és földrengéscsillapító eszközöket használnak. A JR East és a JR Central között vita van a tokiói állomás Tókaidó-vonalhoz tartozó feléhez hozzáadott két peron használatáról is. A JNR privatizációja előtt úgy tervezték, hogy ezeket a Tóhoku vonallal közösen használják, és építésükre a Tóhoku vonal Tokióba történő meghosszabbítására elkülönített pénzeszközöket használták fel; a meghosszabbítás azonban a privatizáció után készült el, és ekkor a peronok a JR Central tulajdonába kerültek. Ezért nincs átmenő szolgáltatás e vonalak között. A Tokióból északra tartó összes járat a Tóhoku Sinkanszen mentén közlekedik legalább Ómijáig, mielőtt Szendai vagy Takaszaki felé szétválna.
Két további, mini-sinkanszen néven ismert vonalat is építettek a meglévő vonalszakaszok átalakításával és korszerűsítésével:
| Vonal               | Indulás  | Végállomás | Nyitó szakasz   | Sebesség          | Hossza           | Üzemeltető | Megnyitás |
| ------------------- | -------- | ---------- | --------------- | ----------------- | ---------------- | ---------- | --------- |
| Jamagata Sinkanszen | Fukusima | Sindzsó    | Tokió - Sindzsó | 130 km/h (81 mph) | 148,6 km (92 mi) | JR East    | 1992–1999 |
| Akita Sinkanszen    | Morioka  | Akita      | Tokió - Akita   | 130 km/h (81 mph) | 127,3 km (79 mi) | JR East    | 1997      |

Van két normál nyomtávú vonal, amelyek technikailag nem minősülnek Sinkanszen-vonalaknak, de Sinkanszen-vonatokat közlekedtetnek, mivel a Sinkanszen karbantartó pályaudvarokhoz vezető vágányokat használják:
- Hakata-Minami-vasútvonal (Hakata – Hakataminami)
- Gala-Juzava-vasútvonal – technikailag a Dzsóecu vonal egyik ága – (Echigo-Yuzawa – Gala-Yuzawa)

### Építés alatt álló vonalak
A következő vonalak építés alatt állnak. A Csúó Sinkanszen kivételével ezek a vonalak, amelyeket Seibi Sinkanszennek vagy tervezett Sinkanszennek neveznek, a kormány által a Sinkanszen vasút alaptervében kijelölt Sinkanszen-projektek.
- A Sin-Hakodate-Hokuto és Szapporo között közlekedő Hokkaidó Sinkanszen építés alatt áll, és a tervek szerint 2038-ra nyílik meg.[6]
- A Csúó Sinkanszen (Tokió-Nagoya-Osaka) az első mágnesvasutas Sinkanszen-vonal, amely 2014 óta épül. A JR Central eredeti célja az volt, hogy 2027-ben megkezdje a Tokió és Nagoya közötti kereskedelmi forgalmat. A Central Japan Railway Co elnöke, Shunsuke Niwa azonban 2024-ben azt mondta, hogy az építési késedelmek miatt a 2027-es nyitás lehetetlen, és várhatóan legalább 2034-ig nem nyitják meg.[37][38]

| Vonal                        | Útvonal                         | Sebesség           | Hossza            | Építkezés kezdete | Várható megnyitás |
| ---------------------------- | ------------------------------- | ------------------ | ----------------- | ----------------- | ----------------- |
| Hokkaidó Sinkanszen 2. fázis | Shin-Hakodate-Hokuto – Szapporo | 260 km/h (162 mph) | 211,3 km (131 mi) | 2012              | FY2038            |
| Csúó Sinkanszen 1. fázis     | Sinagava – Nagoja               | 505 km/h (314 mph) | 285,6 km (177 mi) | 2014              | 2034              |

## Hatások

### Gazdaság
A Sinkanszen a puszta építési és üzemeltetési hozzájárulásokon túlmenően jelentős jótékony hatással volt Japán üzleti, gazdasági, társadalmi, környezeti és kulturális életére. A hagyományos hálózatról a nagysebességűre való átállásból származó időmegtakarítás becslések szerint 400 millió órát jelent, és a rendszer gazdasági hozzájárulása évi 500 milliárd jen. Ez nem tartalmazza az importált üzemanyagtól való függőség csökkenéséből származó megtakarításokat, amelyeknek nemzetbiztonsági előnyei is vannak.
A Sinkanszen vonalak, különösen a nagyon zsúfolt tengerparti Taiheijó Belt megapoliszban, két elsődleges célt teljesítettek:
- A Sinkanszen vonatok csökkentették a regionális közlekedés zsúfoltsági terheit azáltal, hogy minimális földterület felhasználva megnövelték az átmenő forgalmat, ezért gazdaságilag előnyösebbek voltak a világ kevésbé sűrűn lakott régióiban elterjedt közlekedési módokhoz (például repülőterekhez vagy autópályákhoz) képest.
- Mivel a vasút már eddig is az elsődleges városi személyszállítási mód volt, ebből a szempontból ez olyan volt, mint egy elsüllyedt költség; nem volt olyan jelentős számú autós, akit meg kellett volna győzni, hogy váltson módot. A kezdeti megapoliszos Sinkanszen-vonalak nyereségesek voltak és megtérültek. Az összeköttetés megfiatalította az olyan vidéki városokat, mint Kakegava, amelyek egyébként túl messze lettek volna a nagyvárosoktól.[39]

Az 1973-as alapterv bevezetésekor azonban a kezdeti óvatosság a Sinkanszen vonalak fejlesztésével kapcsolatban átadta a helyét azoknak a politikai megfontolásoknak, hogy a közlekedési módot kiterjesszék az ország sokkal kevésbé lakott régióira, részben azért, hogy ezeket az előnyöket Kantó és Kinki kulcsfontosságú központjain túlra is kiterjesszék. Bár néhány esetben a regionális kiterjesztést meghiúsították az elhúzódó földszerzési problémák (néha a Narita Sinkanszen törlése is befolyásolta a helyiek heves tiltakozását követően), idővel a Sinkanszen-vonalakat viszonylag ritkán lakott területekre építették, azzal a szándékkal, hogy a hálózat a lakosságot a fővárostól távolabbra terelje.
Az ilyen terjeszkedésnek jelentős ára volt. A JNR-t, a nemzeti vasúttársaságot már így is megterhelte a veszteséges vidéki és regionális vasutak támogatása. Ezen kívül átvállalta a Sinkanszen építésének adósságát, olyannyira, hogy az állami vállalat végül mintegy 28 billió jennel tartozott, ami hozzájárult ahhoz, hogy 1987-ben regionalizálták és privatizálták. A privatizált JR-ek végül összesen 9,2 billió jent fizettek a JNR Sinkanszen-hálózatának megvásárlásáért. A JNR-nek a JNR-hez tartozó Sinkanszen-hálózatot végül 9,2 billió jen értékben kellett megvásárolnia.
A privatizációt követően a JR vállalatcsoport folytatta a Sinkanszen hálózat bővítését a kevésbé lakott területekre, de sokkal nagyobb rugalmassággal a veszteséges vasutak kiválásában vagy a költségek csökkentésében, mint a JNR idején. Jelenleg fontos tényező a buborék utáni nulla kamatláb-politika, amely lehetővé teszi a JR számára, hogy hatalmas tőkeösszegeket vegyen fel anélkül, hogy jelentős aggodalomra adna okot a visszafizetés ütemezése.
Egy UCLA tanulmány megállapította, hogy a Sinkanszen vonal jelenléte hozzájárult a lakhatás megfizethetőségéhez, mivel az alacsonyabb jövedelmű városi munkavállalók számára reálisabbá tette, hogy a várostól sokkal távolabb eső, külvárosi területeken éljenek, ahol általában olcsóbbak a lakhatási lehetőségek. Ez viszont segíti a város "decentralizációját", és így csökkenti a városi ingatlanárakat ahhoz képest, amennyire egyébként lehetett volna.

### Környezet
A Tokióból Oszakába a Tókaidó Sinkanszennen való utazás a gépkocsival megtett út szén-dioxid kibocsátásának csak mintegy 16%-át teszi ki, ami évi 15 000 tonna szén-dioxid megtakarítást jelent.

## Jövő
A szerelvények sebességének folyamatos növekedésével a zajszennyezés egyre nagyobb gondot jelent. A jelenlegi kutatások[forrás?] a vonatok által keltett zaj csökkentésével próbálkoznak, főként a dugattyúhatás megszüntetésével, mely akkor keletkezik, amikor egy vonat nagy sebességgel kilép egy alagútból.
A JR East 2012-es bejelentése[forrás?] szerint további kutatásokat folytatnak annak érdekében, hogy a Tóhoku Sinkanszen vonalán (Tokió és Aomori közt) a jelenleg 320 km/h-s végsebességet  2030 körül 360 km/h-ra emeljék.
Aomoritól északra alagútban halad tovább a sinkanszen hálózat, amelynek Sin-Hakodate-Hokuto állomásig tartó szakaszát - amellyel Japán legészakibb szigetére, Hokkaidóra juthatunk el - 2016-ban nyitották meg Hokkaidó Sinkanszen néven. Ez a vonal a tervek szerint a 2030-as évekre bővülhet Szapporóig.

## Vonatnemek
Tókaidó Sinkanszen és Szanjó Sinkanszen
- Nozomi: a leggyorsabb
- Hikari: körülbelül ugyanott áll meg, mint a Nozomi, csak lassabban megy
- Kodama: minden állomáson és megállóhelyen megáll.

## Szerelvények

### Forgalomból kivont
- 0-s sorozat: 1999. szeptember 17-én kivonták a forgalomból
- 100-as sorozat: elsősorban Kodamaként közlekedett
- 300-as sorozat: többnyire Hikari, néha Nozomi volt.
- 200-as sorozat: jellemzően a Tokió környéki üzleti forgalomban vett részt, néha persze eljutott messzebb is.
- 400-as sorozat: A Jamagata vonal jellemző járműve volt (Cubasza)

### Jelenleg üzemelő
- 500-as sorozat: A JR West fejlesztette ki, és a többivel ellentétben nem fehér és kék, hanem kékeslila csíkkal, elsősorban Nozomi.
- 700-as sorozat: A JR Central fejlesztette ki, 1999 márciusa óta közlekedik, elsősorban Nozomi.
- N700-as sorozat
- 800-as sorozat

A vonatok általában 16 kocsival közlekednek, a 100-as sorozatban az első osztály (green car) kétszintes volt.
A vonatok nevei más logikát követnek, mint a Tókaidó-Szanjón:
- E1-es sorozat: Emeletes, elővárosi közlekedés.
- E2-es sorozat: A legelterjedtebb, forgalomban minden standard vonalon.
- E3-as sorozat: Az akitai vonal jellemző járműve (Komacsi).
- E4-es sorozat: Emeletes, elsősorban üzleti forgalomra.
- E5-ös sorozat: 320 km/h-s végsebességű szerelvények.
- E6-os sorozat

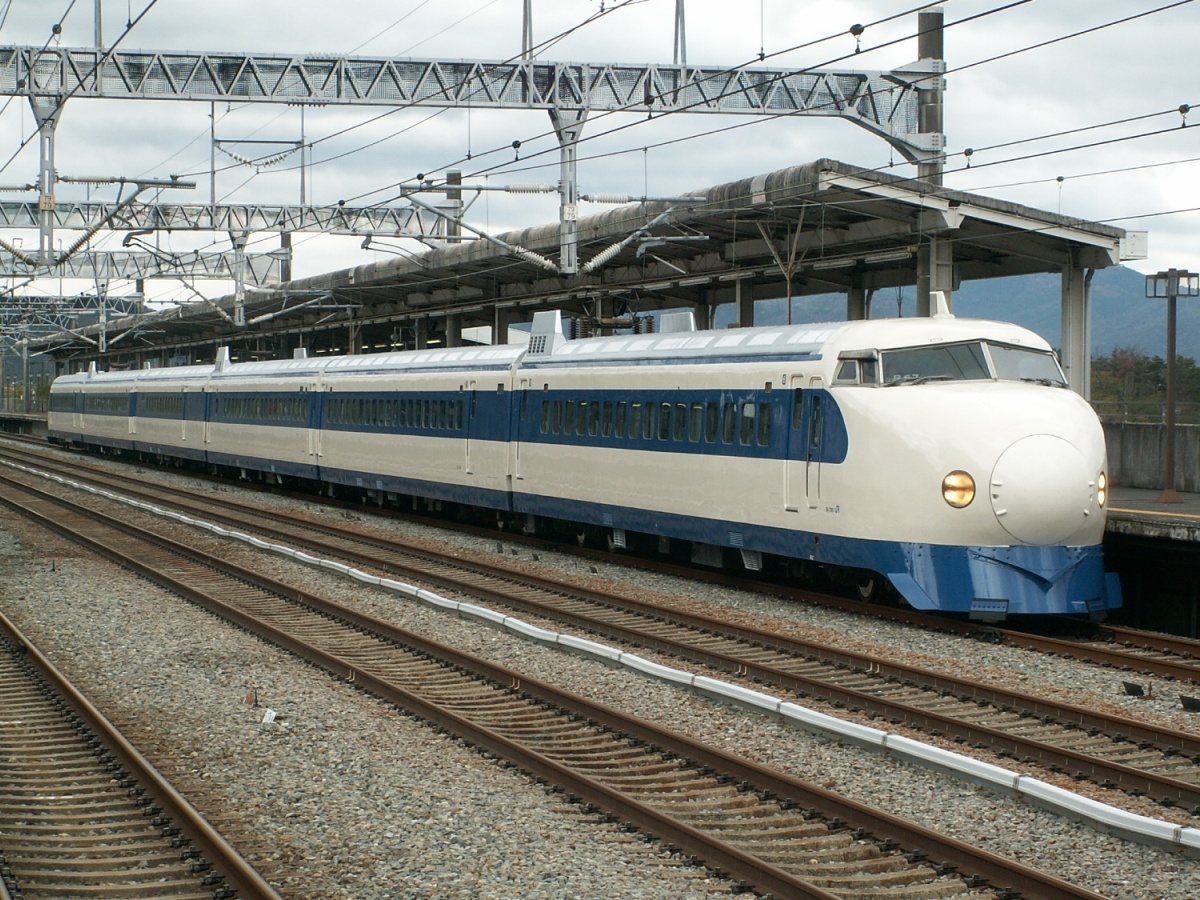
0-s sorozat
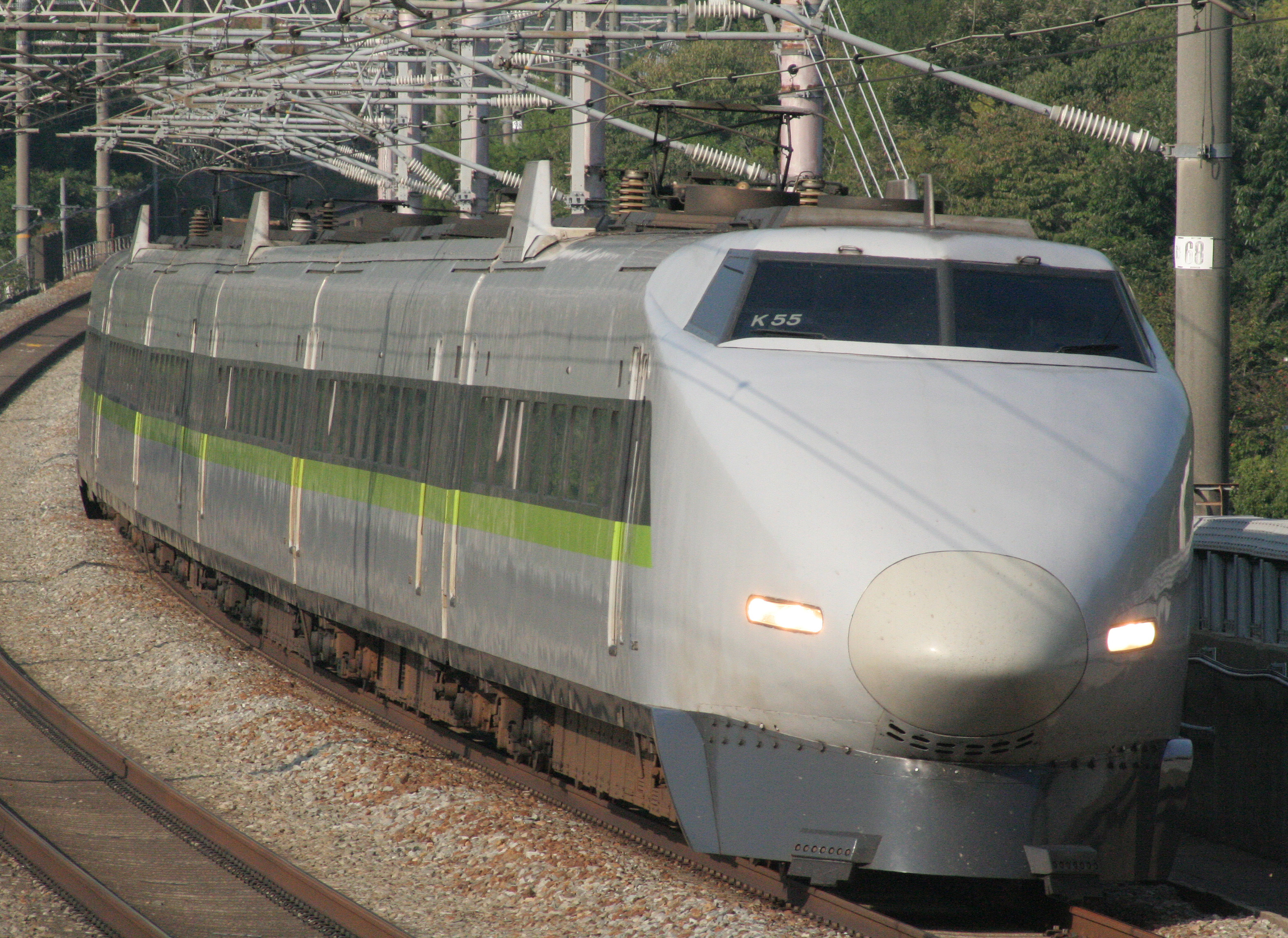
100-as sorozat
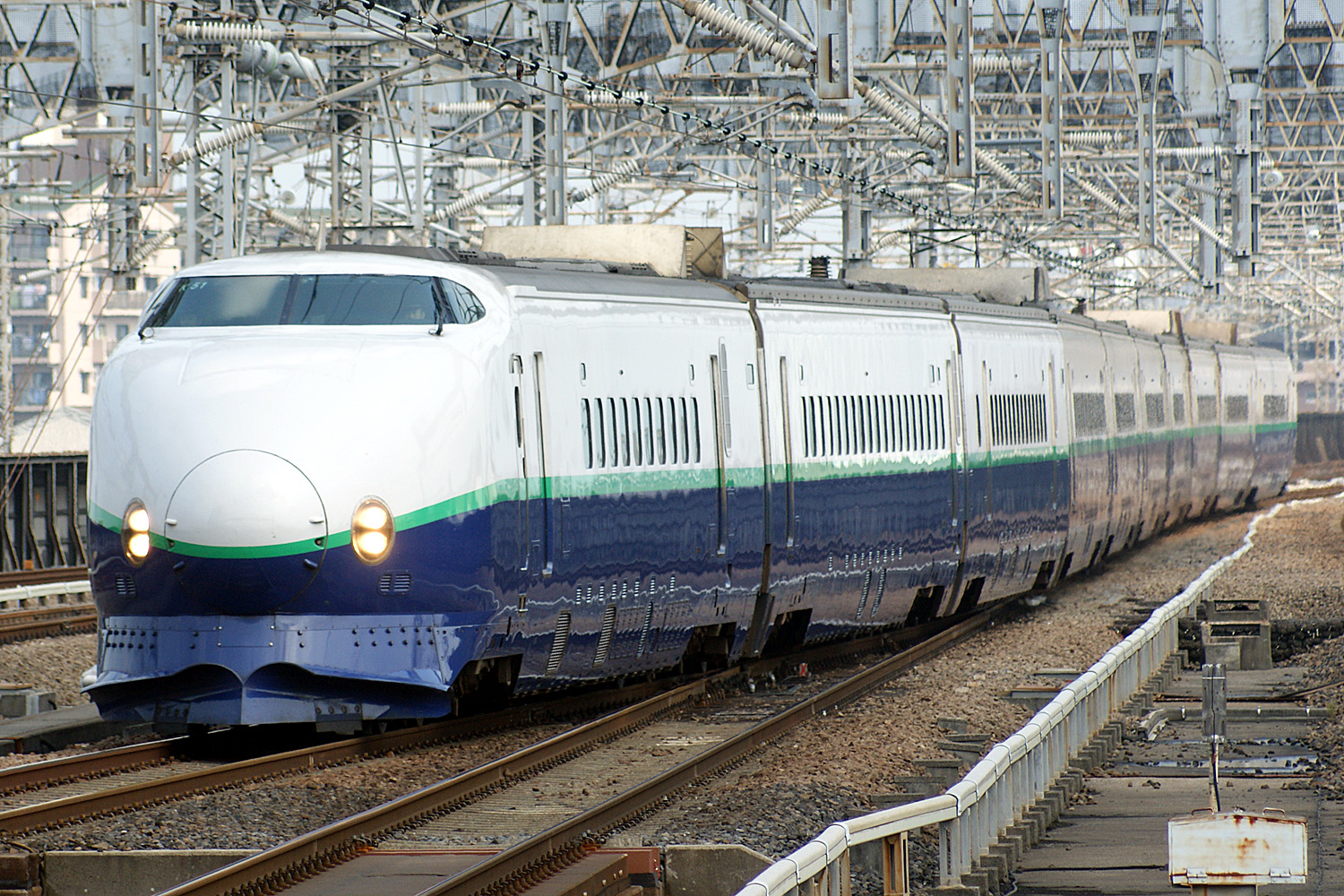
200-as sorozat
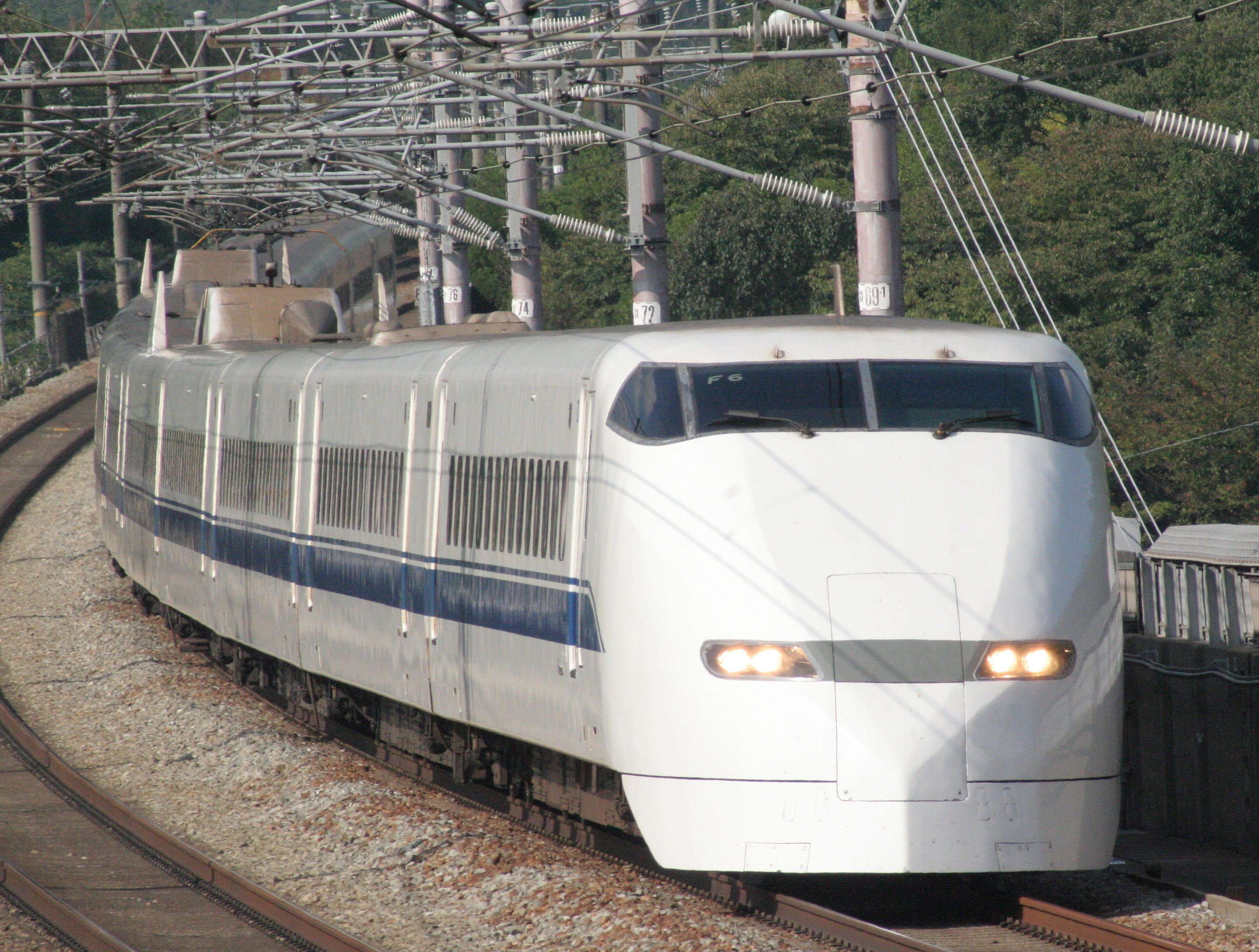
300-as sorozat
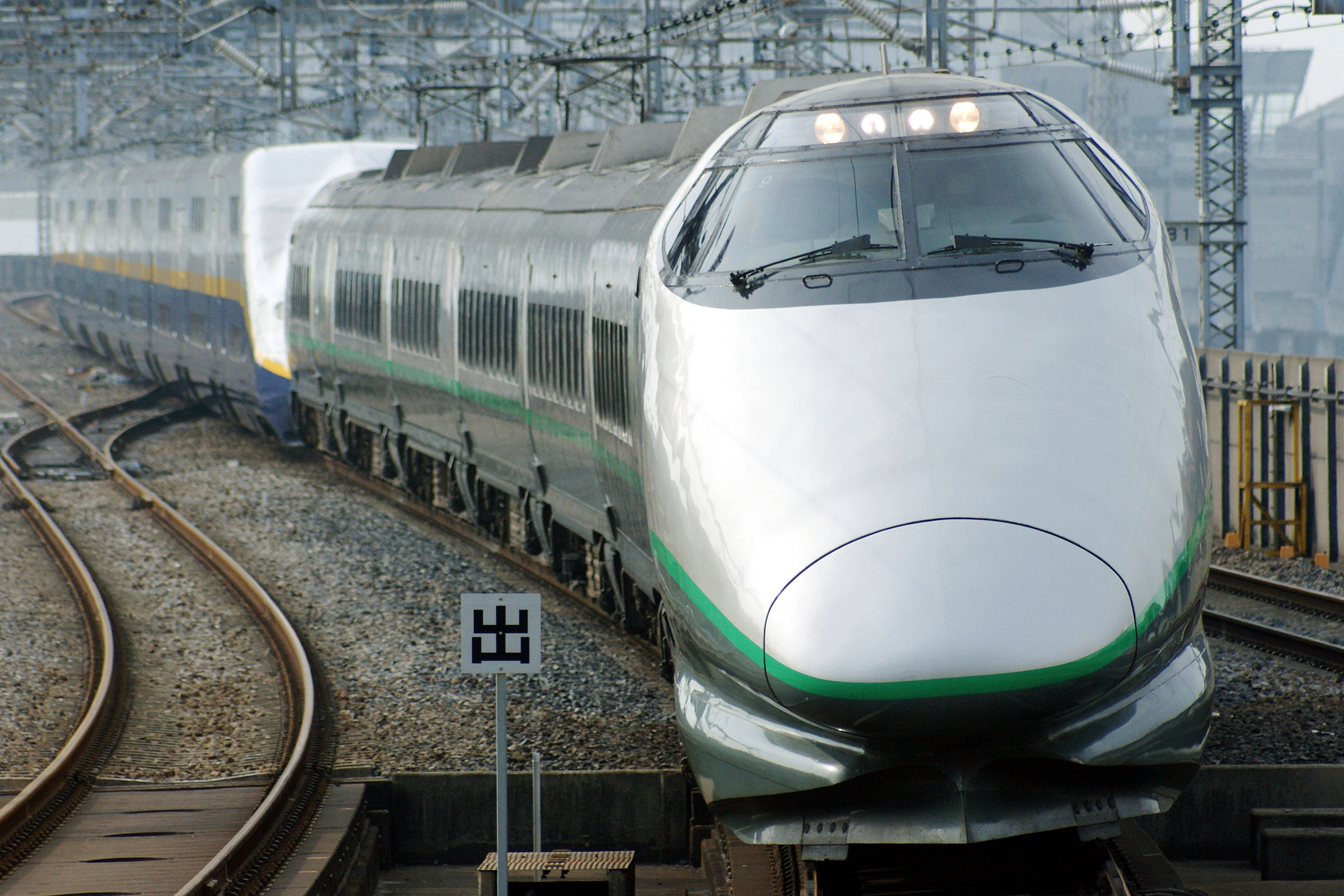
400-as sorozat
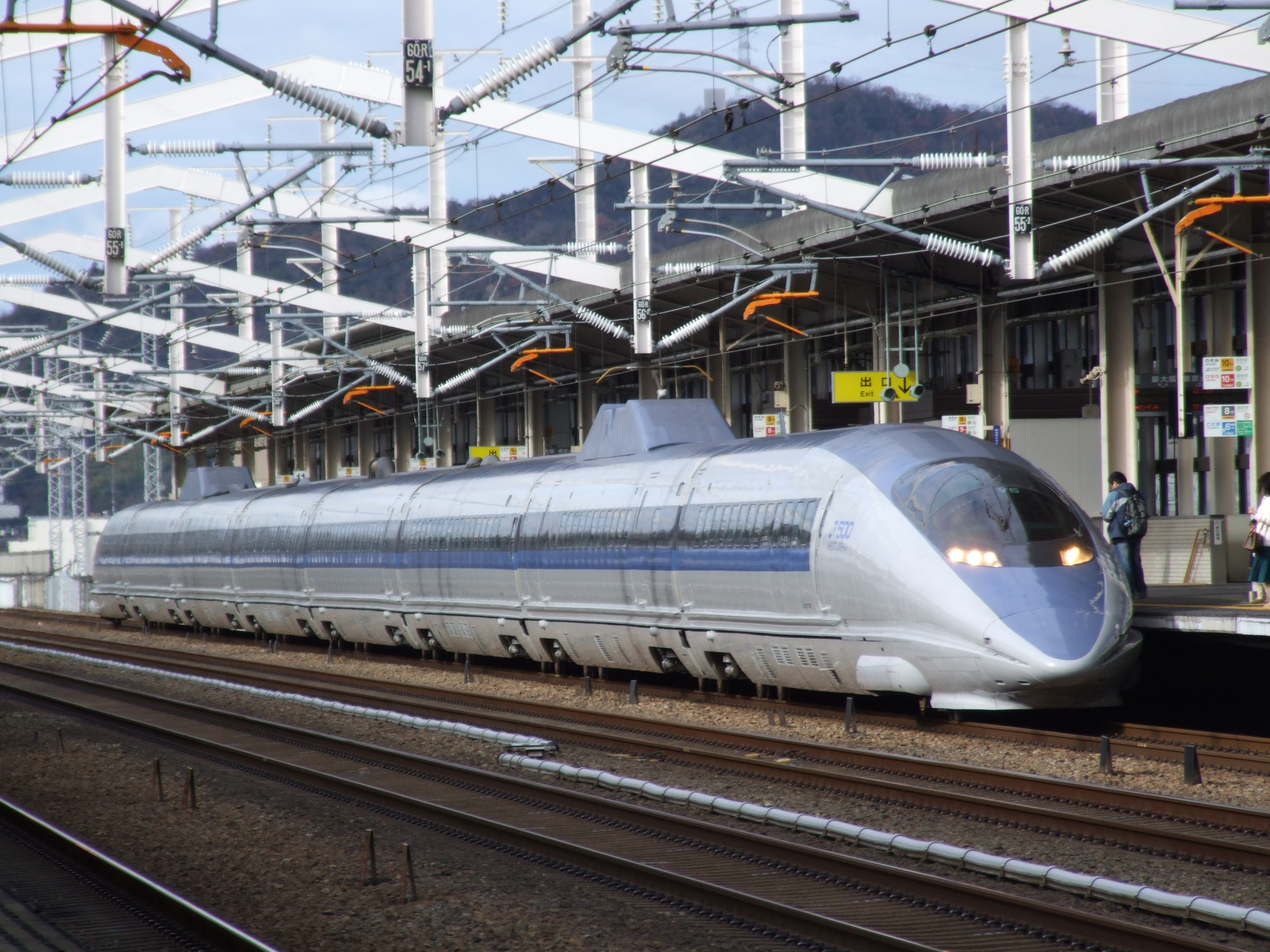
500-as sorozat
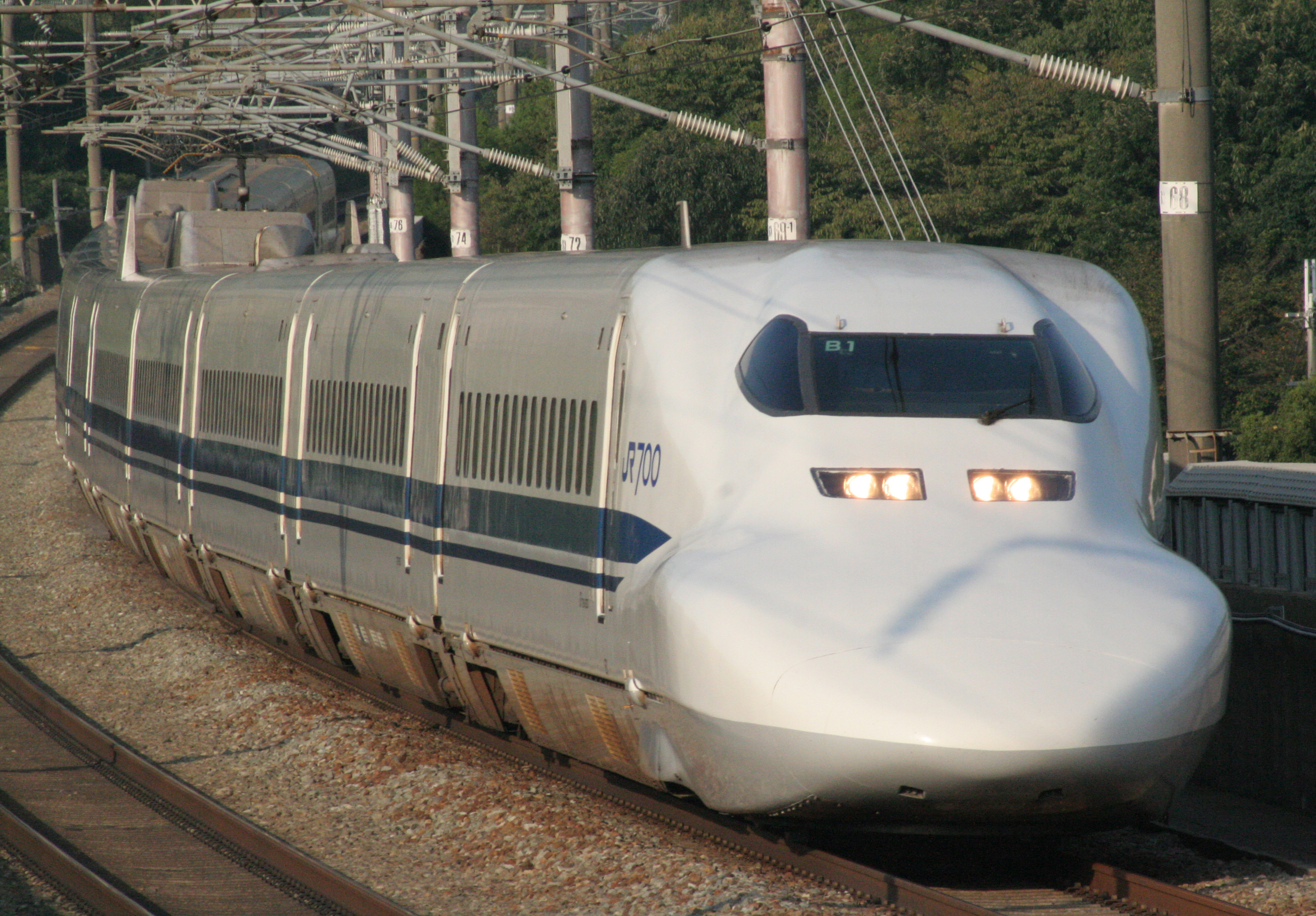
700-as sorozat
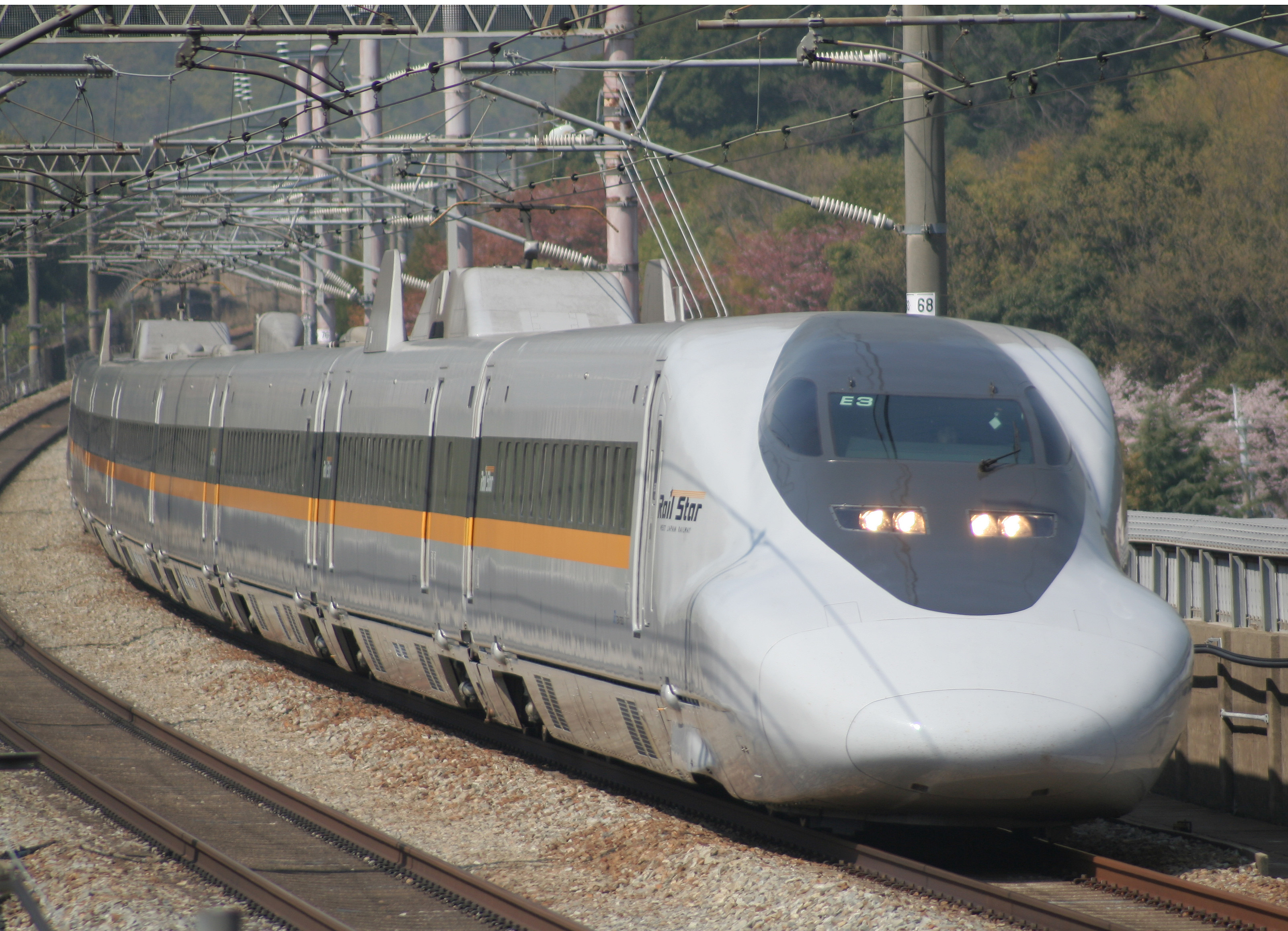
700-as sorozat, Hikari Rail Star
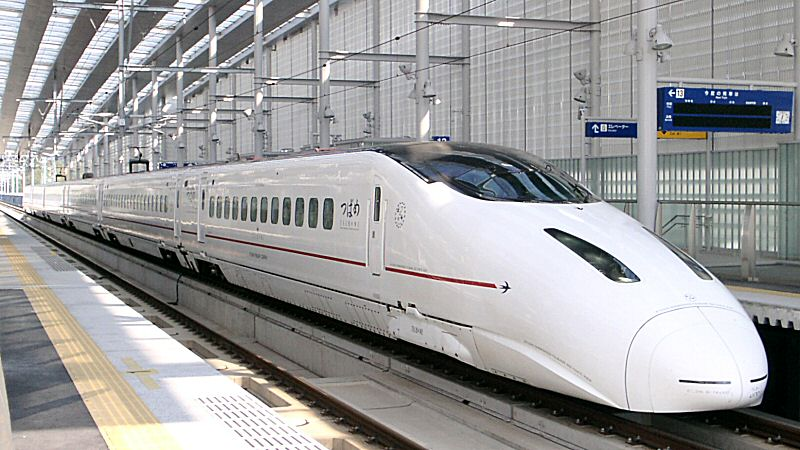
800-as sorozat, Cubame
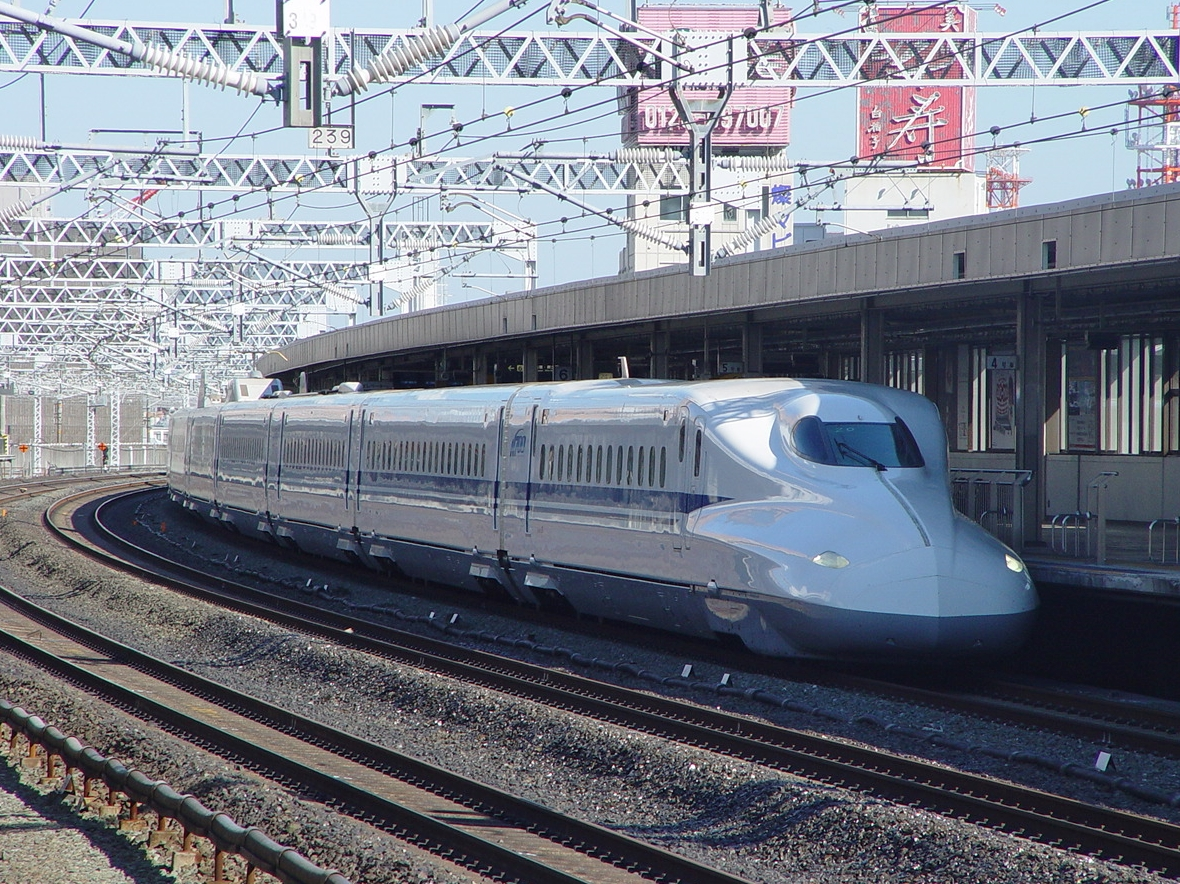
N700-as sorozat
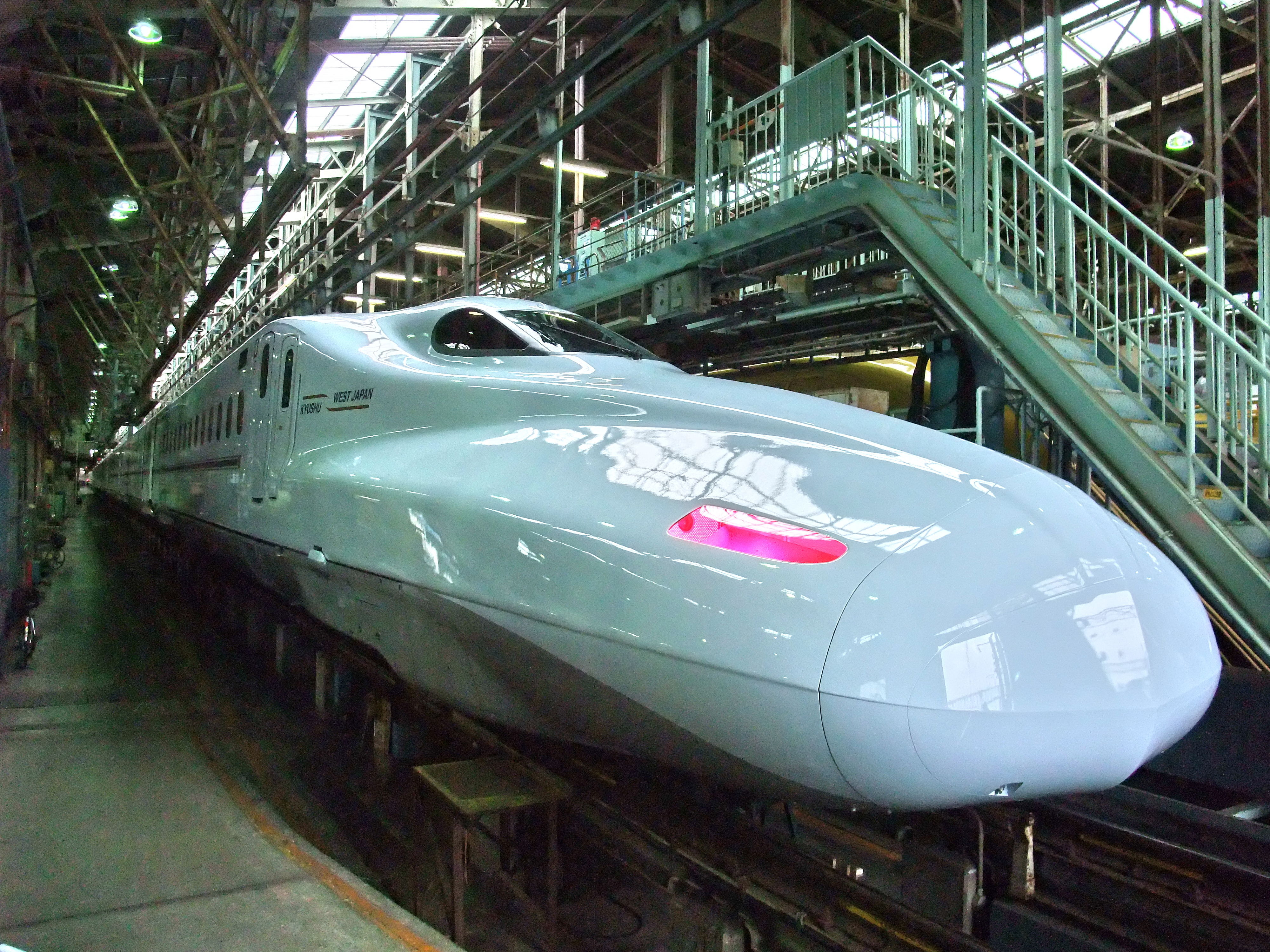
N700-7000-es sorozat, Sakura
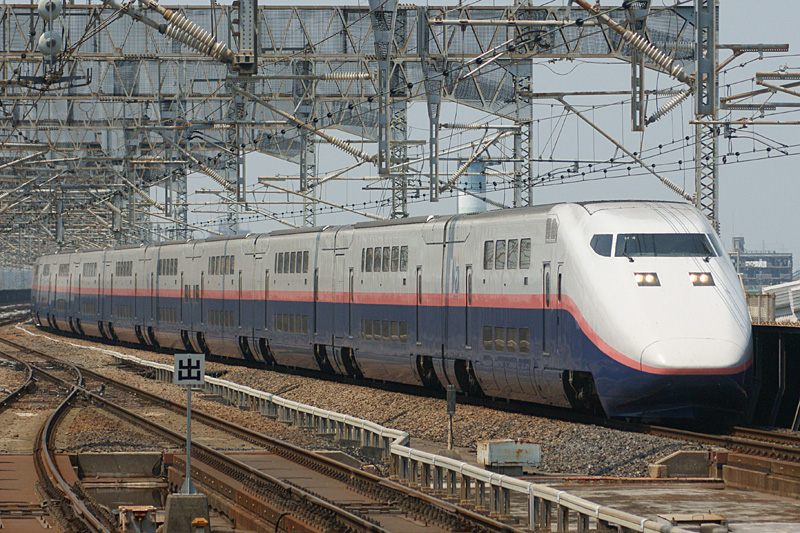
E1-es sorozat
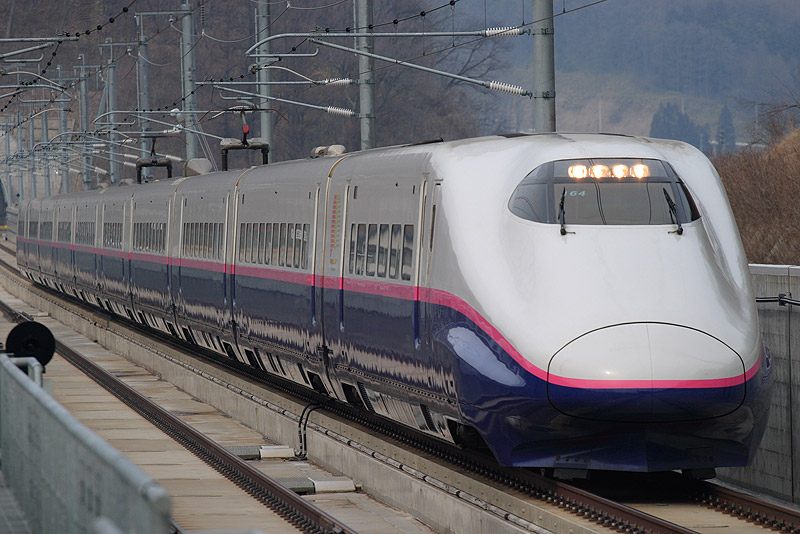
E2-es sorozat
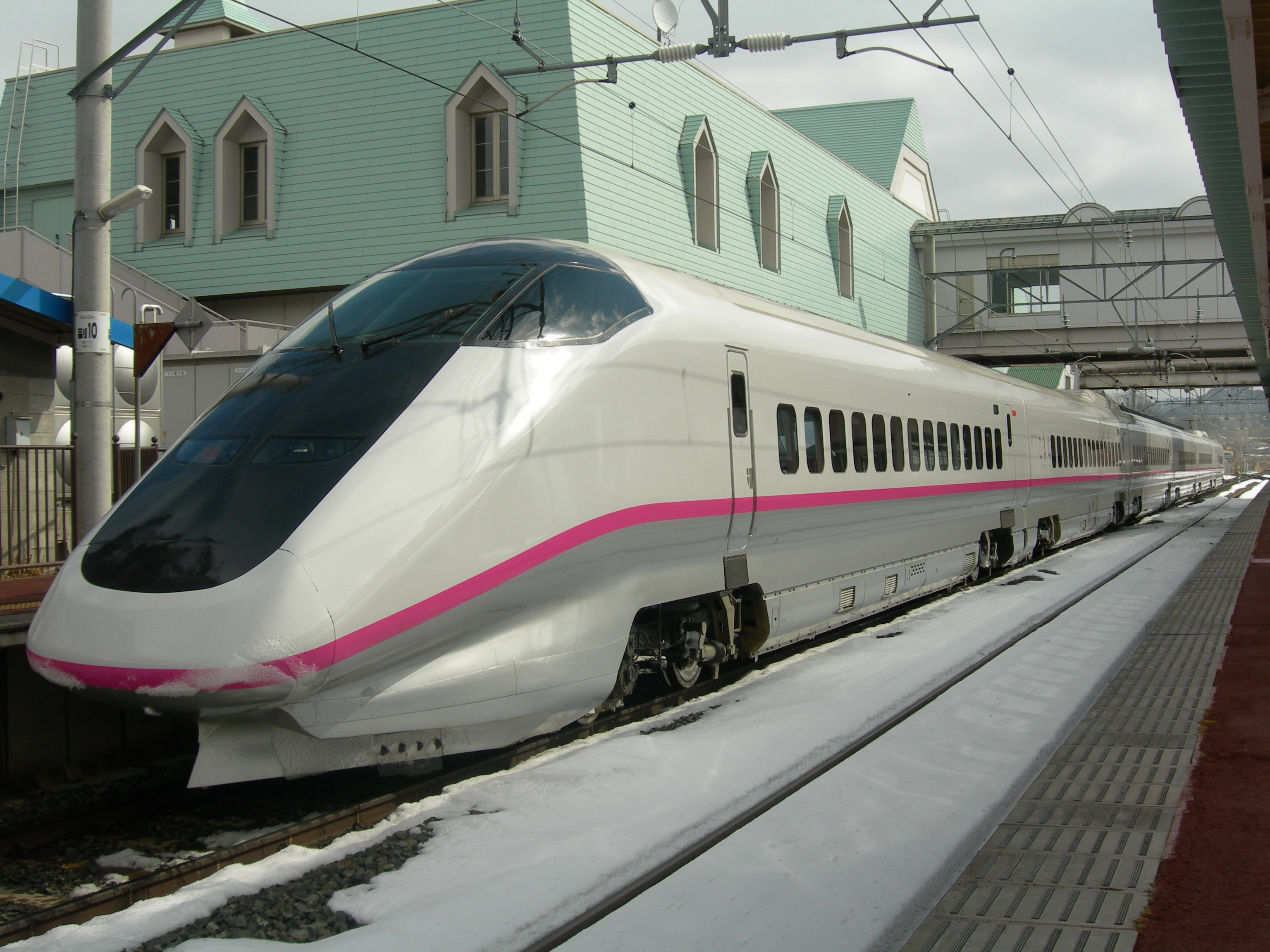
E3 as sorozat, Komacsi
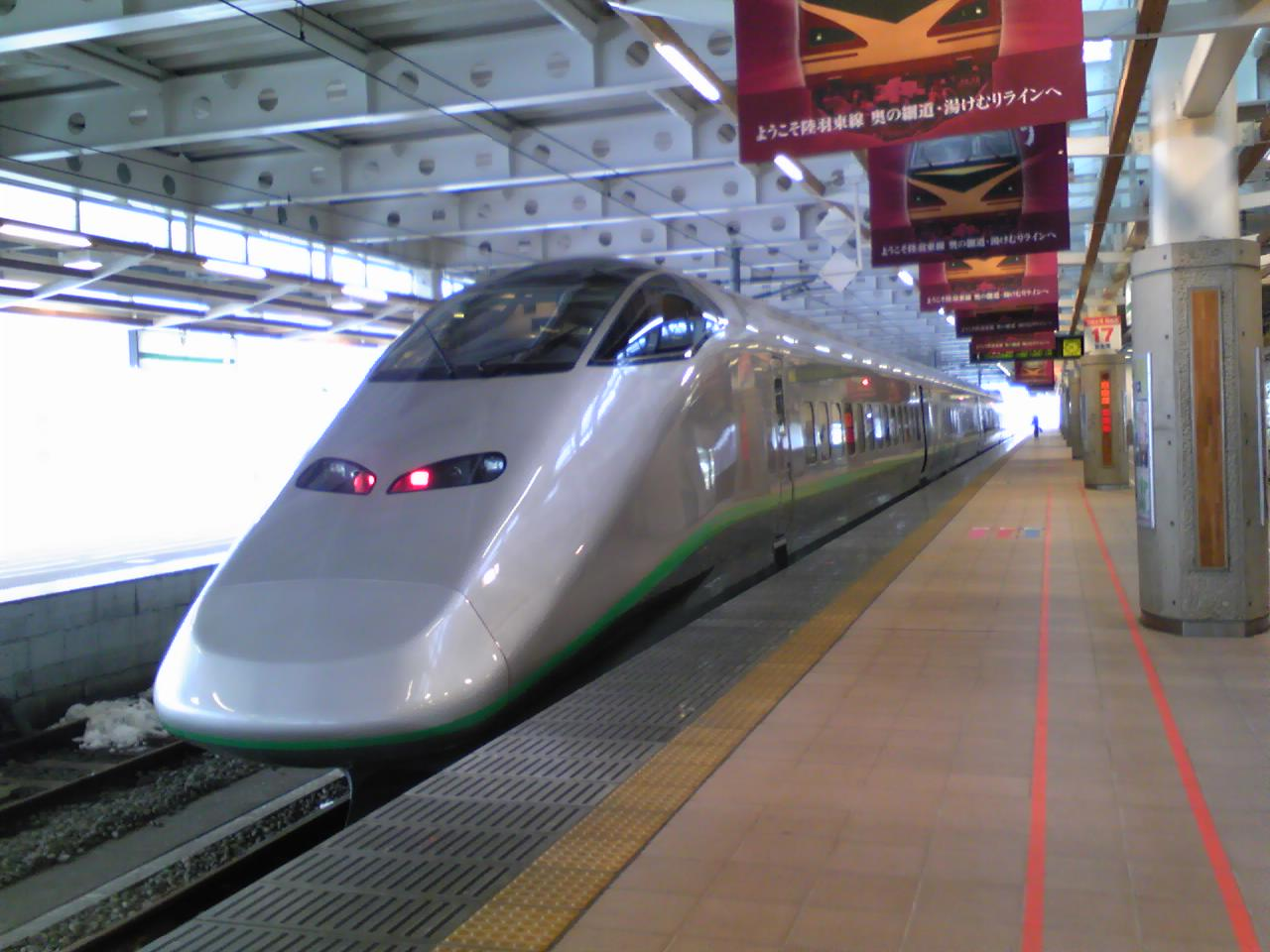
E3-2000-es sorozat, Cubasza
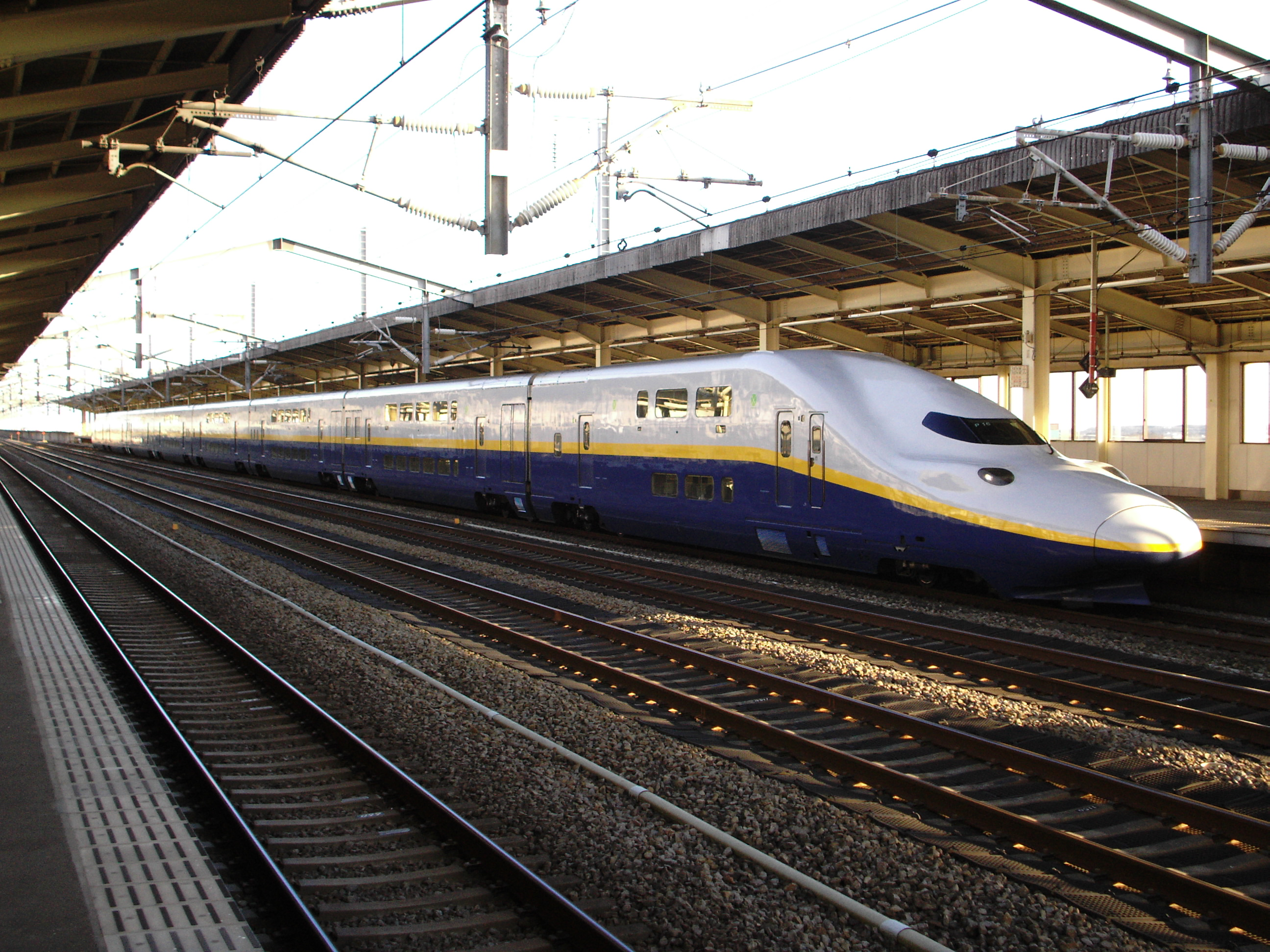
E4-es sorozat
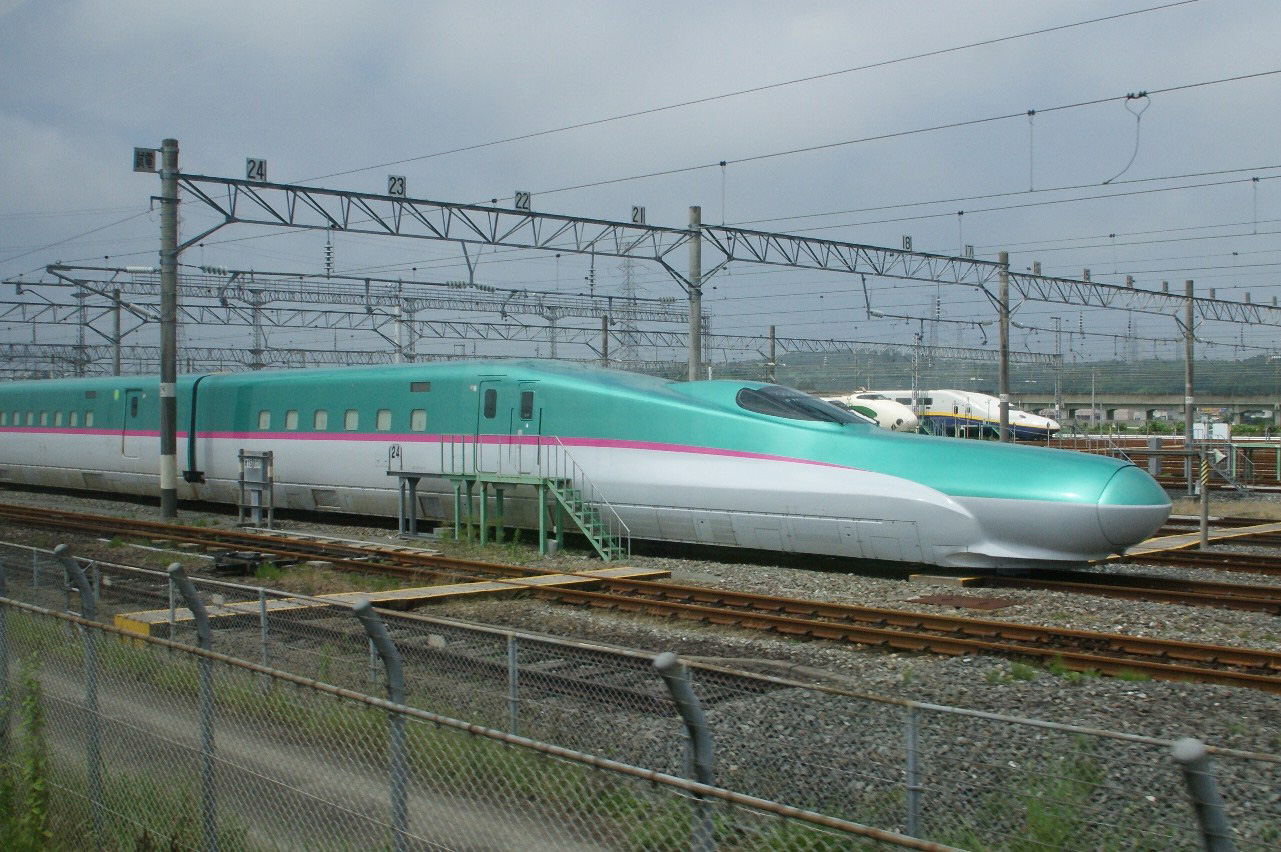
E5-ös sorozat
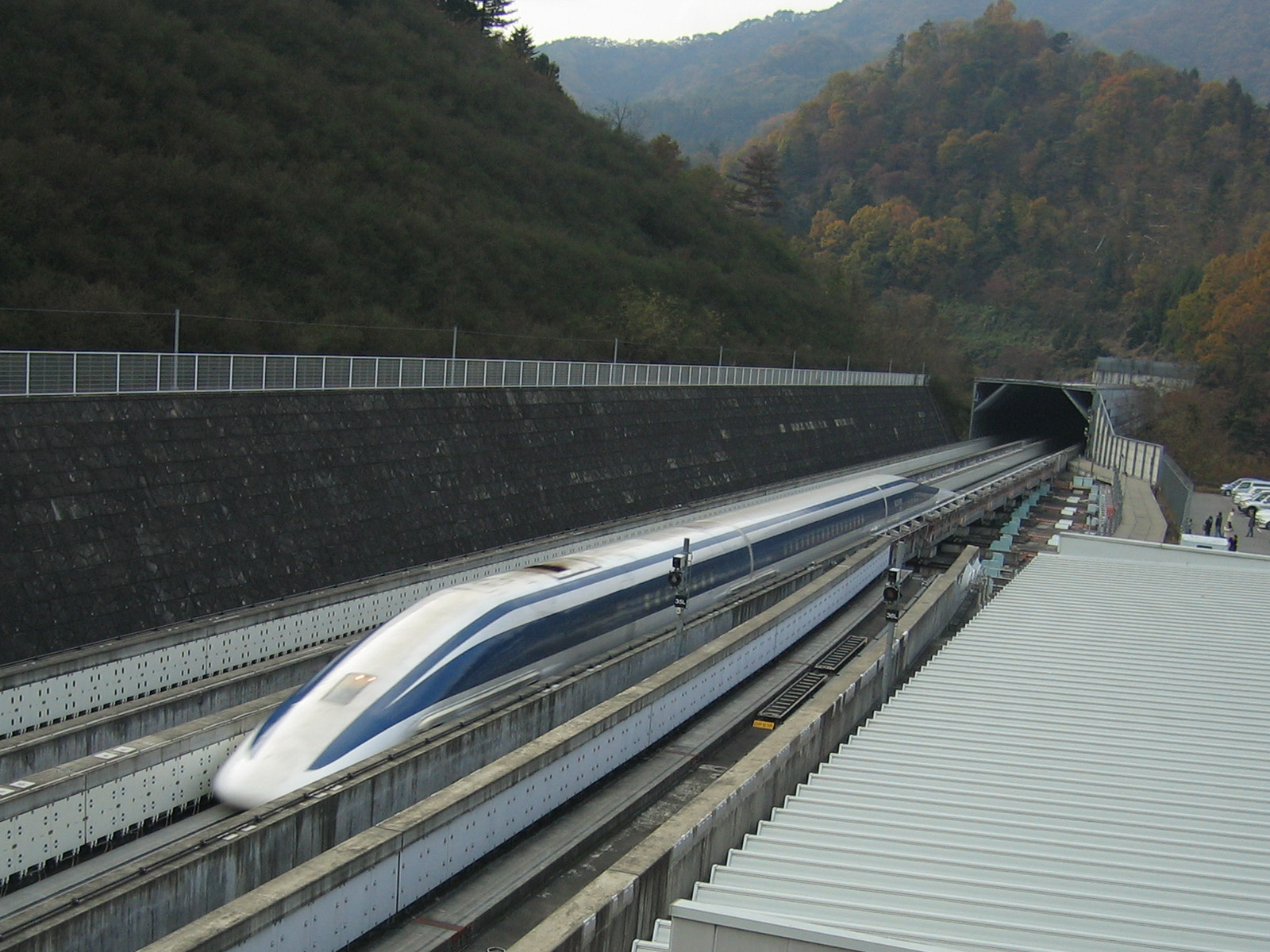
MLX01-2
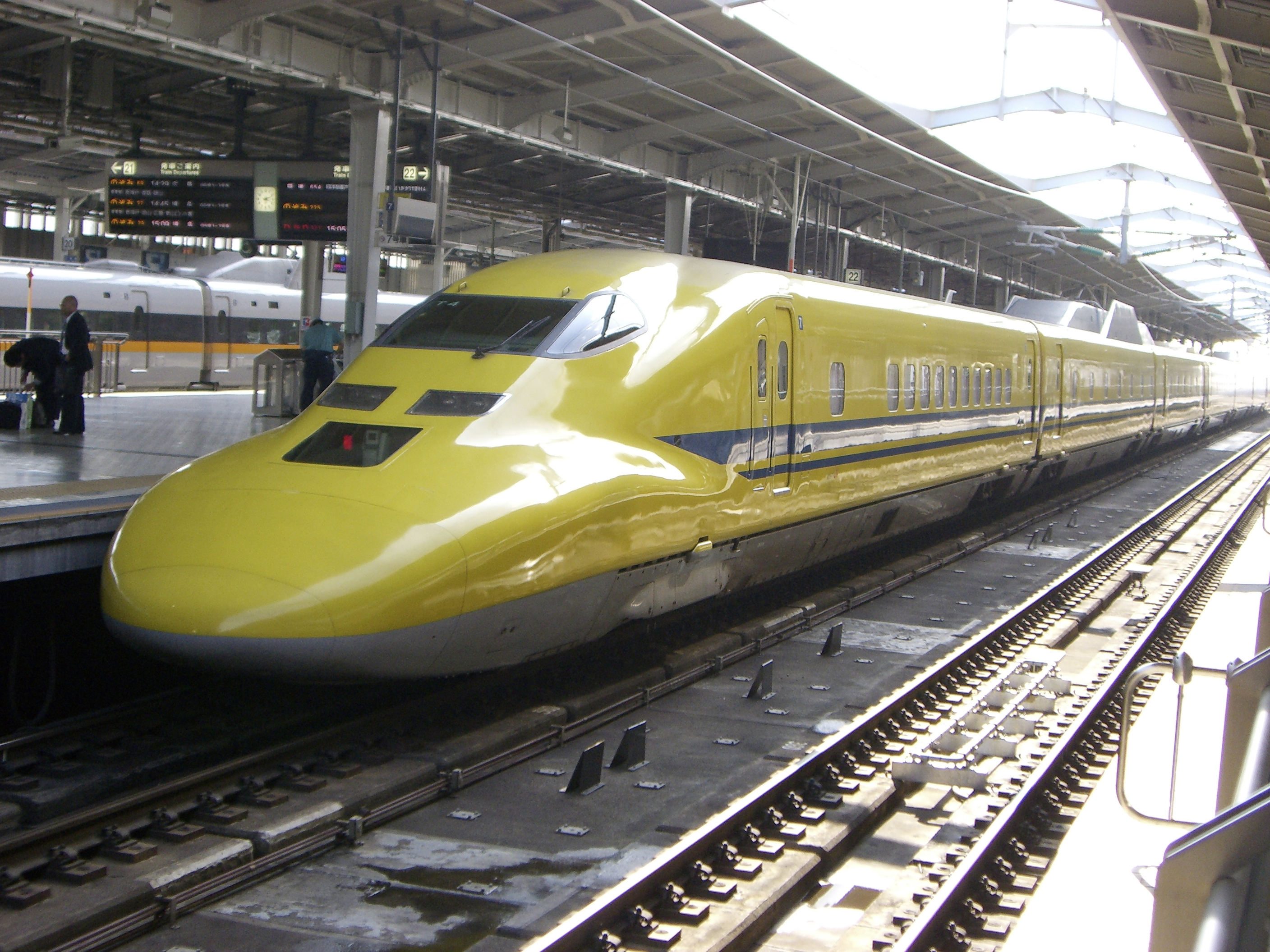
Type 923, Doctor-Yellow
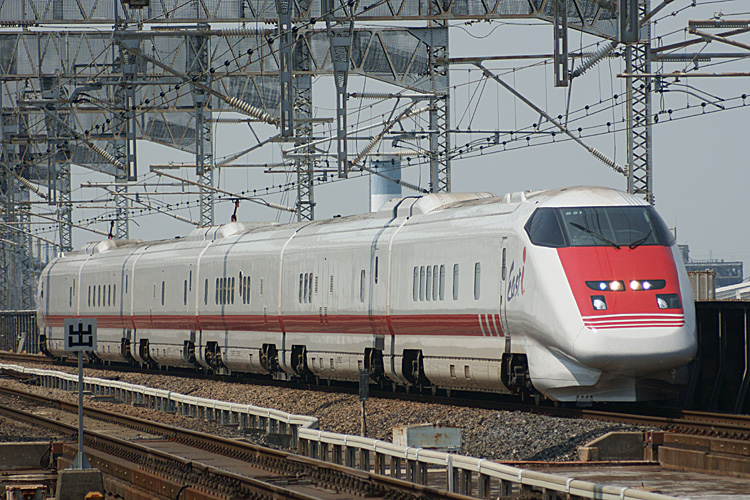
Type E926
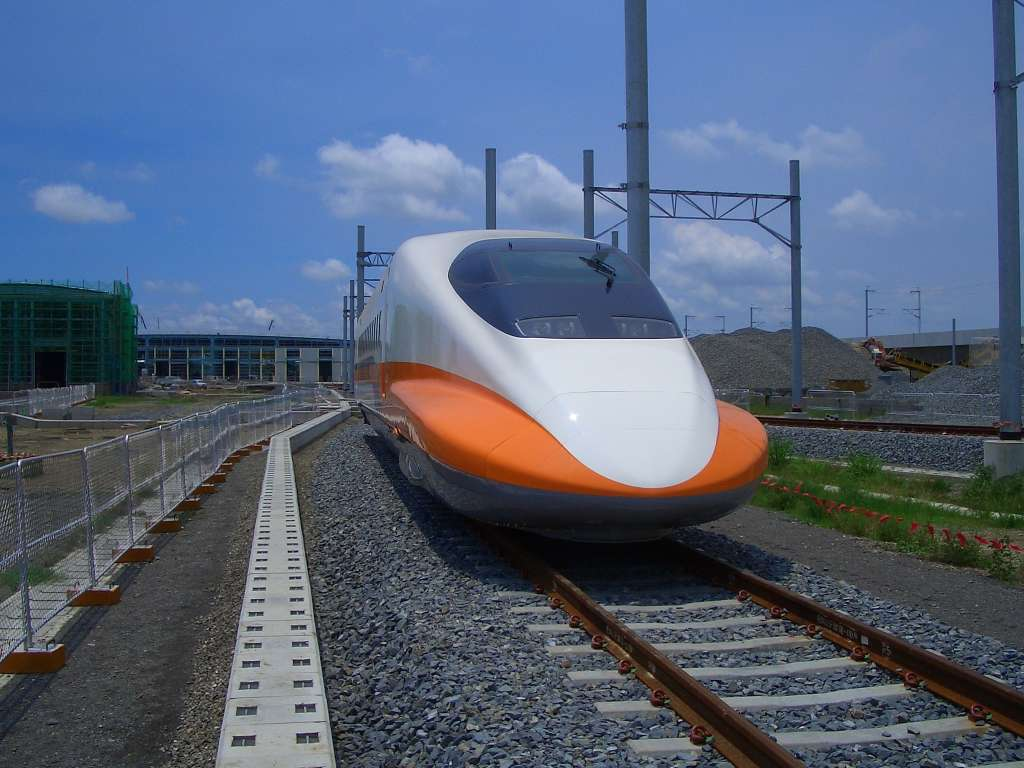
700T sorozat, Tajvan
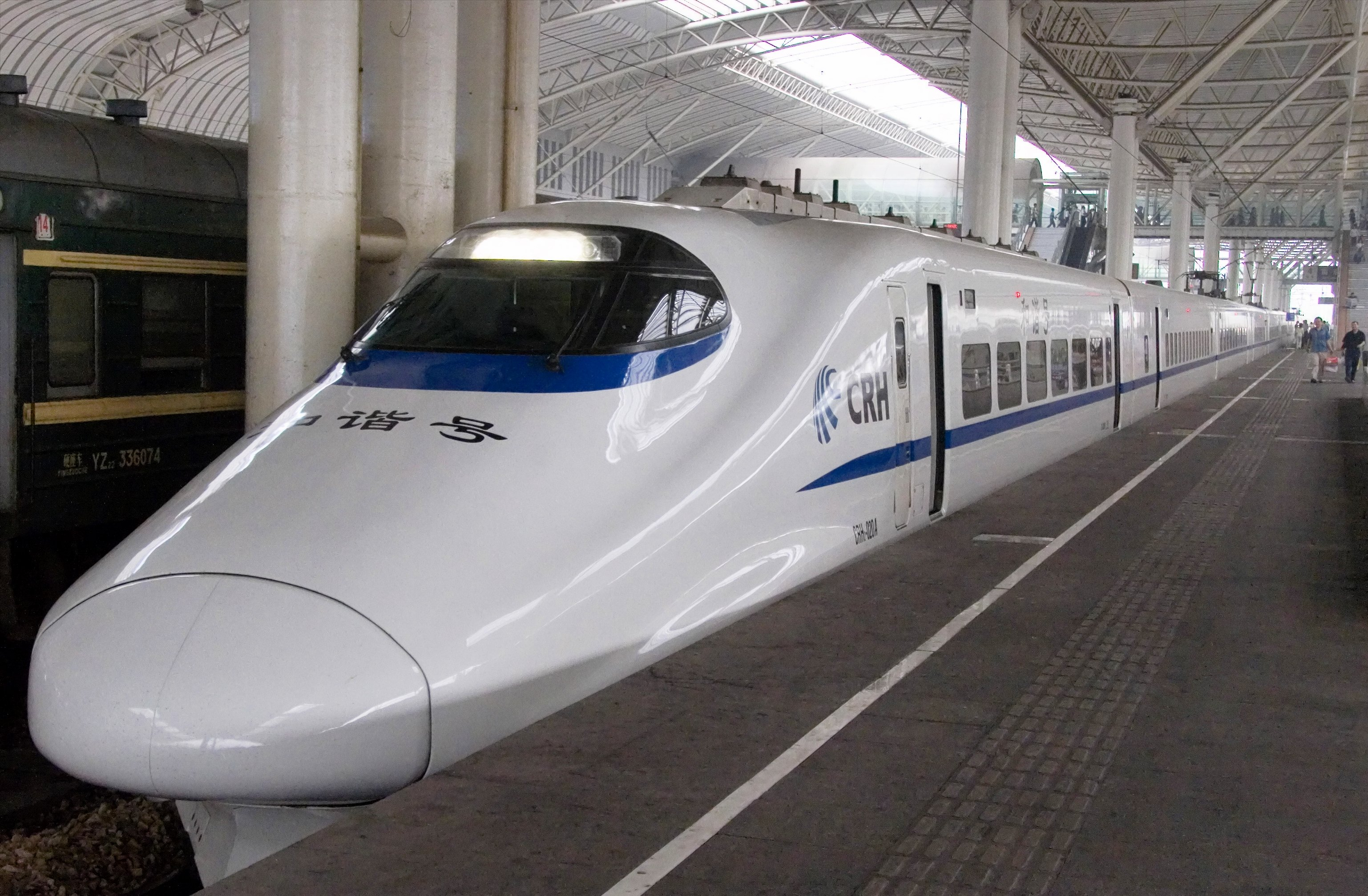
CRH2, Kína

## Utazás
Japánban 5 féle vonatnem van, angol nevükön: local, rapid, express, limited express, super-express. A legutóbbi a sinkanszen, azon belül vannak további fajták: Nozomi, Hikari, Kodama.

A japán rendszer érdekessége, hogy egy átlagos távolsági utazáshoz 3 dolgot kell megfizetni:
- kilométerfüggő alapjegyet,
- kilométerfüggő gyorsvonati pótjegyet,
- helyjegyet (fakultatívan).

## Sebességrekordok

### Hagyományos vonal
| Sebesség (km/h) | Vonat                             | Helyszín                                                 | Dátum              | Megjegyzés                                               |
| --------------- | --------------------------------- | -------------------------------------------------------- | ------------------ | -------------------------------------------------------- |
| 200             | 1000-es sorozatú Sinkanszen       | Odavarai tesztpálya, jelenleg a Tókaidó Sinkanszen része | 1962. október 31.  |                                                          |
| 256             | 1000-es sorozatú Sinkanszen       | Odavarai tesztpálya                                      | 1963. március 30.  | Régi vasúti sebesség-világrekord villamos motorvonattal. |
| 286             | 951-es sorozatú Sinkanszen        | Szanjó Sinkanszen                                        | 1972. február 24.  | Régi vasúti sebesség-világrekord villamos motorvonattal. |
| 319             | 961-es sorozatú Sinkanszen        | Ojamai tesztpálya, ma a Tóhoku Sinkanszen része          | 1979. december 7.  | Régi vasúti sebesség-világrekord villamos motorvonattal. |
| 325,7           | 300-as sorozatú Sinkanszen        | Tókaidó Sinkanszen                                       | 1991. február 28.  |                                                          |
| 352             | 952/953-as osztályú tesztvonat    | Dzsóecu Sinkanszen                                       | 1992. október 30.  |                                                          |
| 425             | 952/953-as osztályú tesztvonat    | Dzsóecu Sinkanszen                                       | 1993. december 21. |                                                          |
| 426,6           | 955-ös osztályú (300X) tesztvonat | Tókaidó Sinkanszen                                       | 1996. július 11.   |                                                          |
| 443,0           | 955-ös osztályú (300X) tesztvonat | Tókaidó Sinkanszen                                       | 1996. július 26.   |                                                          |

### Maglev

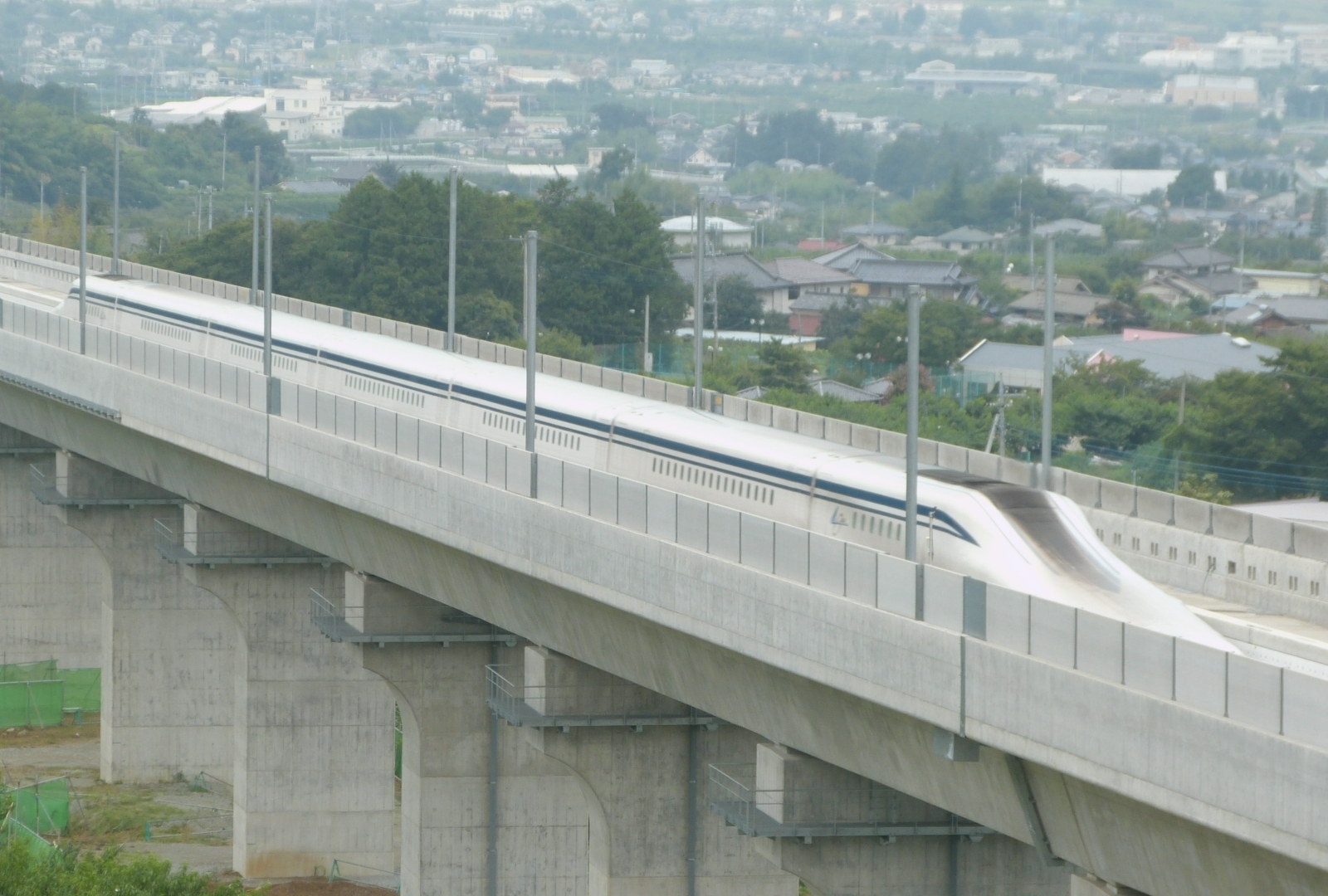
L0-as sorozatú Sinkanszen, a jelenlegi sebesség-világrekordtartó (603 km/h)

| Sebesség (km/h) | Vonat                     | Helyszín                               | Dátum              | Megjegyzés                |
| --------------- | ------------------------- | -------------------------------------- | ------------------ | ------------------------- |
| 550             | MLX01                     | Csúó Sinkanszen (Yamanashi tesztpálya) | 1997. december 24. | Régi sebesség-világrekord |
| 552             | MLX01                     | Csúó Sinkanszen (Yamanashi tesztpálya) | 1999. április 14.  | Régi sebesség-világrekord |
| 581             | MLX01                     | Csúó Sinkanszen (Yamanashi tesztpálya) | 2003. december 2.  | Régi sebesség-világrekord |
| 590             | L0-as sorozatú Sinkanszen | Csúó Sinkanszen (Yamanashi tesztpálya) | 2015. április 16.  | Régi sebesség-világrekord |
| 603             | L0-as sorozatú Sinkanszen | Csúó Sinkanszen (Yamanashi tesztpálya) | 2015. április 21.  | Sebesség-világrekord      |

## Érdekességek
- A közhiedelemmel [45] ellentétben a Sinkanszen hálózatán már történt részben a vasúttársaság, részben a járművek hiányos biztonsági berendezései, részben pedig utas figyelmetlensége miatti haláleset.[46][47] Az ominózus eset 1995. december 27-én, este fél 7 körül következett be, mikor egy középiskolás tanuló egy telefonhívás erejéig leszállt néhány percre Misima állomáson. Mindeközben azonban a néhány másodperces késésben lévő Kodama 475-ös számú járatot, amin a tanuló is utazott, (16 kocsiból álló, 0 sorozatú Sinkanszen) tovább indították, az áldozat viszont a figyelmeztető jelzések ellenére még megpróbált feljutni a vonatra. Az ajtó azonban becsípte az ujját, miközben ő maga a járművön kívül rekedt. A tragédia előtti pillanatokban így a szerencsétlenül járt utast a kihaladó szerelvény a peronon mintegy 90 méteren, majd a nyílt vonalon további 160 méteren át vonszolta magával. A halált pedig az okozta, hogy az ajtó fogságából kiszabadult utas nem a jármű mellé, hanem annak kerekei alá esett.[48] A baleset elsősorban az utas felelőtlen magatartásának [49] és a napjainkban már természetesnek mondható biztonsági berendezések, úgymint kamerarendszer, peronkapuk, az ajtók megfelelő záródását ellenőrző, megerősítő szenzorok stb. hiányának volt köszönhető.
- Tokió – Ószaka(– Fukuoka) vonalon csúcsban 5, azon kívül kb. 10 percenként telik meg egy 1300 ülőhelyes vonat, és ez valószínűleg a világ legnyereségesebb személyszállító vasútvonala.[50]
- A Sinkanszen volt az első vonal, ahol a közlekedést központilag irányítják. Így a pálya mentén nincsenek jelzőlámpák.[51]
- A Dzsóecu vonalon a pálya 99%-a alagútban, hídon, viadukton halad.[52]